# Якутск
Яку́тск (якут. Дьокуускай) — город в России, столица Республики Саха (Якутия). Портовый город на берегу реки Лена, находящийся в долине Туймаада. Центр городского округа город Якутск. Относится к «Городам трудовой доблести».
Четвёртый город Дальневосточного федерального округа по численности населения (после Хабаровска, Владивостока и Улан-Удэ). Самый крупный из городов, расположенных в зоне многолетней мерзлоты.
Самый крупный город на территории Республики Саха (Якутия), площадь которого составляет около 122 квадратных километра. Якутск является также одним из самых быстрорастущих городов России.

## Этимология
Город был основан в 1632 году казаками и первоначально назывался то Ленский острог, то Якутский острог. Первый вариант топонима происходил от гидронима «Лена», второй — от хоронима «Якутия» и со временем стал основным в употреблении. В 1708 году получил статус города Якутский, позже — Якутск.

## Физико-географическая характеристика

### Географическое положение
Город расположен в долине Туймаада на левом берегу реки Лены, в среднем её течении. Находится несколько севернее параллели 62 градуса северной широты, вследствие чего в летнее время наблюдается длительный период «белых ночей», а зимой (в декабре) — светлое время суток длится всего 3-4 часа. Площадь — 122 км². Якутск — самый крупный город на планете Земля, расположенный в зоне многолетней мерзлоты. Якутск является единственным из крупных городов России с населением более 300 000 человек, который не имеет круглогодичного наземного сообщения с федеральной дорожной сетью.
Расстояние до Москвы по автомобильным дорогам общего пользования единственным возможным по состоянию на 2023 год маршрутом через Тынду и Читу составляет около 8400 км, из них 8 километров — паром через реку Лену. После открытия проезда через Усть-Кут расстояние сократится до 7000 километров. Расстояние до Москвы воздушным путём — 4884 км.
| С-З | Вилюйск ~ 572 км Удачный ~ 1688 км   | | Усть-Нера ~ 968 км | С-В |
| З   | Сургут ~ 4862 км Москва ~ 7313 км    | Роза ветров                                                                                         | Анадырь ~ 3262 км  | В   |
| Ю-З | Улан-Удэ ~ 2734 км Иркутск ~ 3172 км | Нерюнгри ~ 799 км Благовещенск ~ 1768 км Хабаровск ~ 2339 км Владивосток ~ 3093 км Харбин ~ 2376 км | Магадан ~ 1869 км  | Ю-В |

### Рельеф
Якутск расположен в равнинной местности, в долине реки Лены (долина Туймаада). На территории города имеется много пойменных озёр и стариц, крупнейшими из которых являются: Белое, Сайсары, Тёплое, Талое, Хатынг-Юрях, Сергелях. Берега песчаные, на отмелях поросшие тальником. Левый коренной берег Лены обрывается в долину Туймаады крутым задернованным уступом, высотой около ста метров, покрытым степной растительностью. Со стороны города эти обрывы напоминают горную цепь, но в действительности представляют собой кромку слабо всхолмлённой равнины, покрытой сосново-лиственничной тайгой и возвышающейся над ленской долиной. Один из боковых отрогов этого обрыва, имеющий острую вершину — гора Чочур-Муран.
Центральная часть Якутска отделена от русла реки Лены широкой травянистой равниной — так называемым «Зелёным лугом», которая представляет собой пойму реки Лены и затопляется в половодье. Лишь к речному порту Якутска подходит одна из проток Лены — Городская протока, которая ныне, после строительства городской дамбы в 60-х гг. XX в., превращена в затон для речного порта, т. н. «канал». Вследствие отложения речных песков данная протока постоянно мелеет, и для обеспечения судоходства её дно регулярно углубляется земснарядом.

### Климат
- Среднегодовая температура — −8,8 °C;
- Среднегодовая скорость ветра — 1,7 м/с;
- Среднегодовая влажность воздуха — 69 %.

Климат в городе — резко континентальный, с небольшим годовым количеством осадков (235 мм). Большая часть осадков приходится на тёплое время. Зима в Якутске исключительно долгая и суровая, средняя температура января составляет около −37 °C; почти что каждую зиму температура падает до −50 °C, иногда морозы даже могут пересечь 60-градусную отметку (последний раз такие морозы наблюдались 2 января 1951 года). Абсолютный минимум составляет −64,4 °С (отмечен 5 февраля 1891 года). Зима длится с октября по апрель включительно, весна и осень очень коротки. В период со второй декады ноября по начало марта оттепели не отмечались за всю историю метеонаблюдений. Заморозки возможны в течение всего года.
В противоположность зиме, лето, несмотря на его изменчивый характер, короткое и очень жаркое. Ощущаемая температура может достигать почти +50 °C, что для северного города — очень высокие значения. Средняя температура июля — около +20 °С, а абсолютный максимум — +38,4 °С. Годовая амплитуда Якутска — одна из наибольших на планете, примерно равна годовой амплитуде «полюсов холода» — Оймякона и Верхоянска, и превышает 100 °C (102,8 °C).
| Показатель                    | Янв.  | Фев.  | Март  | Апр.  | Май   | Июнь | Июль | Авг. | Сен.  | Окт.  | Нояб. | Дек.  | Год   |
| ----------------------------- | ----- | ----- | ----- | ----- | ----- | ---- | ---- | ---- | ----- | ----- | ----- | ----- | ----- |
| Абсолютный максимум, °C       | −6,8  | −2,2  | 8,3   | 21,1  | 31,1  | 35,4 | 38,4 | 35,4 | 27,0  | 18,6  | 3,9   | −3,9  | 38,4  |
| Средний суточный максимум, °C | −34   | −27,9 | −11,6 | 2,6   | 13,8  | 23,1 | 25,8 | 21,8 | 11,9  | −3    | −22,3 | −34,4 | −2,8  |
| Средняя температура, °C       | −36,9 | −32,9 | −19,1 | −3,7  | 8,0   | 17,0 | 19,9 | 15,6 | 6,4   | −6,9  | −25,9 | −37   | −7,9  |
| Средний суточный минимум, °C  | −39,8 | −37,2 | −26   | −10,4 | 1,5   | 9,8  | 13,1 | 9,3  | 1,3   | −11   | −29,6 | −39,5 | −13,2 |
| Абсолютный минимум, °C        | −63   | −64,4 | −54,9 | −41   | −18,1 | −4,5 | −1,5 | −7,8 | −14,2 | −40,9 | −54,5 | −59,8 | −64,4 |
| Норма осадков, мм             | 10    | 9     | 6     | 8     | 20    | 30   | 40   | 37   | 30    | 19    | 17    | 9     | 235   |
| Источник: Климат Якутска      |       |       |       |       |       |      |      |      |       |       |       |       |       |

Таяние зимнего оледенения угрожает устойчивости построек в Якутске, поэтому дома стоят на сваях.

### Часовой пояс
Якутск находится в часовой зоне МСК+6. Смещение применяемого времени относительно UTC составляет +9:00.
В соответствии с применяемым временем и географической долготой средний солнечный полдень в Якутске наступает в 12:21.

## История

### Территория Якутска до XVII века
Территория Якутска была заселена задолго до основания Ленского острога. По археологическим данным (на территории города было исследовано более 200 стоянок, поселений, захоронений и других археологических памятников) самая древняя из них — стоянка Юбилейная — оценивается в 20,5-10 тысяч лет. По легендам, именно на территории современного города поселились прародители якутов Эллэй Боотур и Омогой Бай. С археологической точки зрения, якуты заселили долину Туймаада в XIII-XVI веках, о чём свидетельствуют древние поселения Зерновая-II, Орбита-16 и Владимировка-IV, принадлежащие кулун-атахской археологической культуре, связываемой с предками якутов.
В Якутске был обнаружен корпус письменных документов, в том числе 14 берестяных грамот, написанных чернилами скорописью XVII века (числа в них проставлены буквами. По предположению археологов, они принадлежат к архиву воеводской канцелярии, утраченному в ходе пожара 1700 года. В одном из фрагменте говорится о сборе ясака), надписи на бочках (на трёх бочках они выполнены чернилами, на одной – вырезаны). Также нашли бумажное письмо-обращение в адрес архимандрита Феофана, который был настоятелем Спасского монастыря в Якутске в период с 1714 по 1719 годы.

### Якутск до XX века
25 сентября (5 октября) 1632 года отряд енисейского сотника Петра Бекетова, обследуя берега реки Лены, заложил Ленский острог на правом берегу реки в 70 км ниже по течению от места расположения современного Якутска на земле борогонских якутов. С самого начала острог был достаточно малочисленным. Его гарнизон насчитывал 30 казаков. В 1634 году он пережил осаду со стороны якутов. В 1635 году местные казаки получили право называться якутскими казаками. В 1638 году острог стал центром новообразованного Якутского воеводства. В 1642—1643 годах острог был перенесён на современное место — в долину Туймаада.

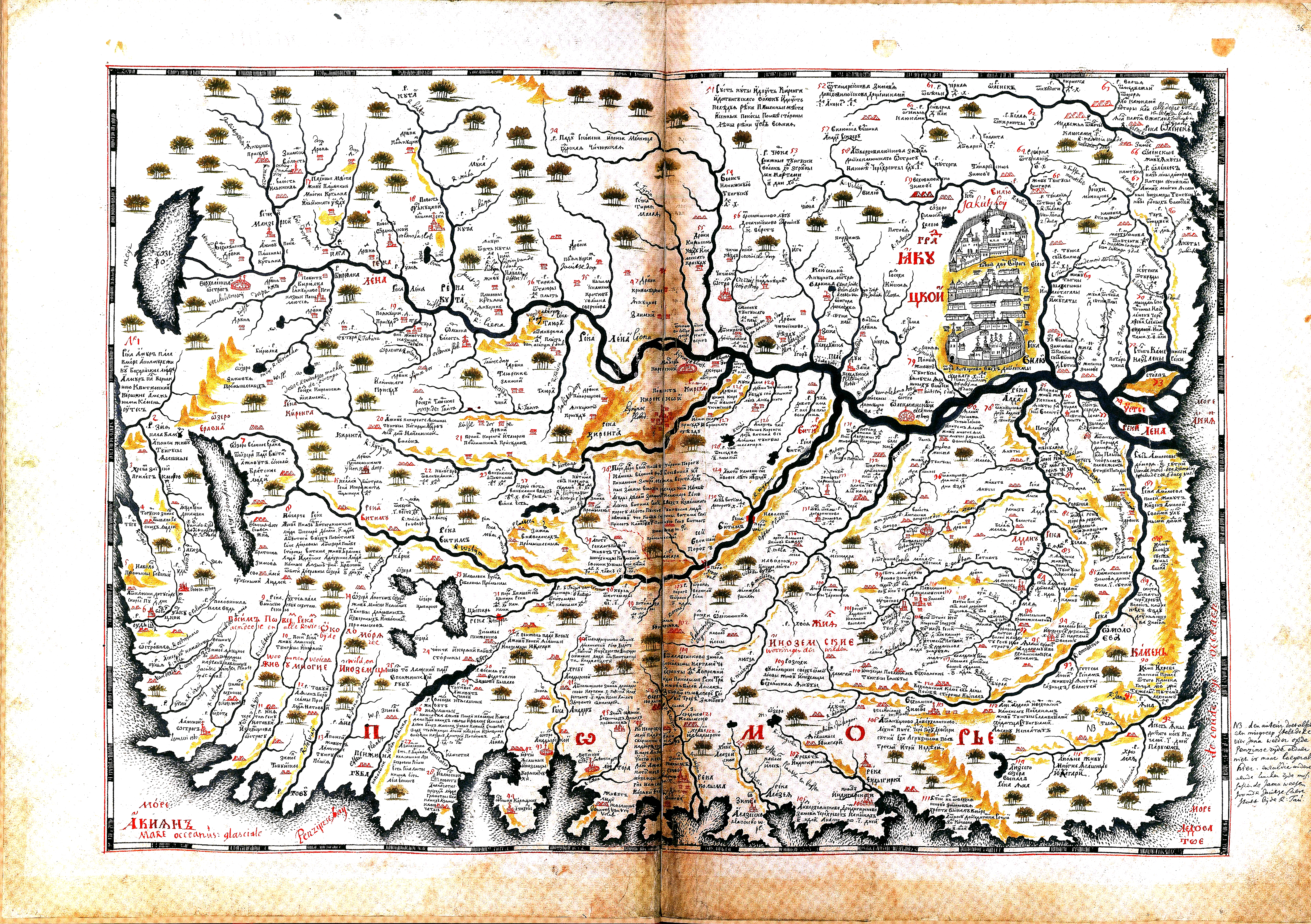
Карта города Якутска с окрестностями конца XVII века из «Чертёжной книги Сибири, составленной тобольским сыном боярским Семёном Ремезовым в 1701 г.», —, 1882 год.

В XVIII веке Якутск был отправным пунктом, откуда начинались знаменитые походы отважных русских землепроходцев и мореходов, прославивших себя важными географическими открытиями: Михаила Стадухина, Семена Дежнева, Владимира Атласова, Ивана Москвитина, Василия Пояркова, Ерофея Хабарова
В «Чертёжной Книге Сибири» Семёна Ремезова представлено одно из старейших известных изображений Якутска в следующем виде: во-первых, внизу рисунка овальное место, обнесённое тыном, с колокольней слева и несколькими церквами внутри; во-вторых, в середине рисунка идёт стена с тремя башнями, из коих две по концам, а одна посередине; в-третьих, вверху рисунка, как бы параллельно этой стене, вторая такая же стена, но уже с пятью башнями, из которых одна высокая, с орлом на спице, посередине, а остальные четыре — по две с каждого конца, причём крайние показаны рублеными из дерева. Среди этой стены идёт, приблизительно восьмиугольником, частокол, который охватывает собою, судя по характеру построек, главную часть города. Чертёж составлен лишь на основании показаний разных других лиц, поэтому не может считаться точным изображением Якутска; он даёт только приблизительное представление о внешнем виде тогдашнего города.

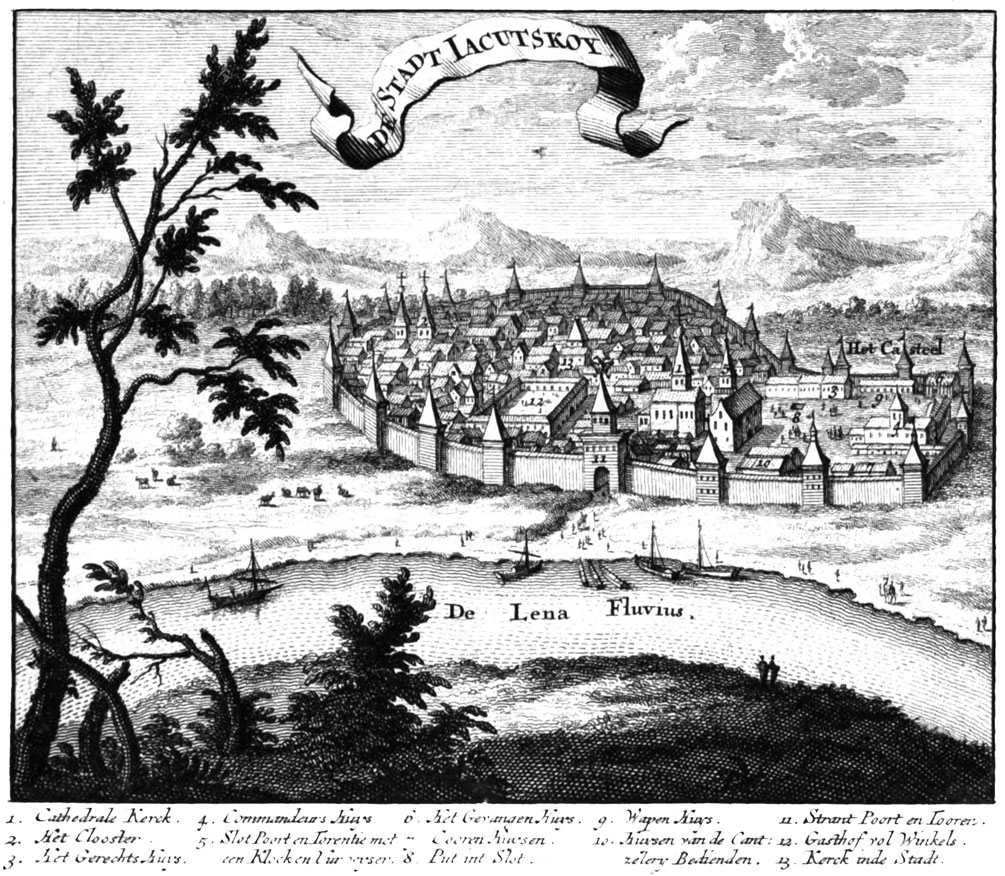
Якутск в XVII веке. Гравюра Николааса Витсена. 1692 год

Якутск, являясь военно-административным и торговым центром всего Ленского края, с 1708 года был подчинён учреждённой Сибирской губернии, с 1822 года — Восточно-Сибирскому генерал-губернаторству. В 1822 году Якутск становится областным городом, а с 1851 года Якутия получает статус самостоятельной области на правах губернии с центром в Якутске.

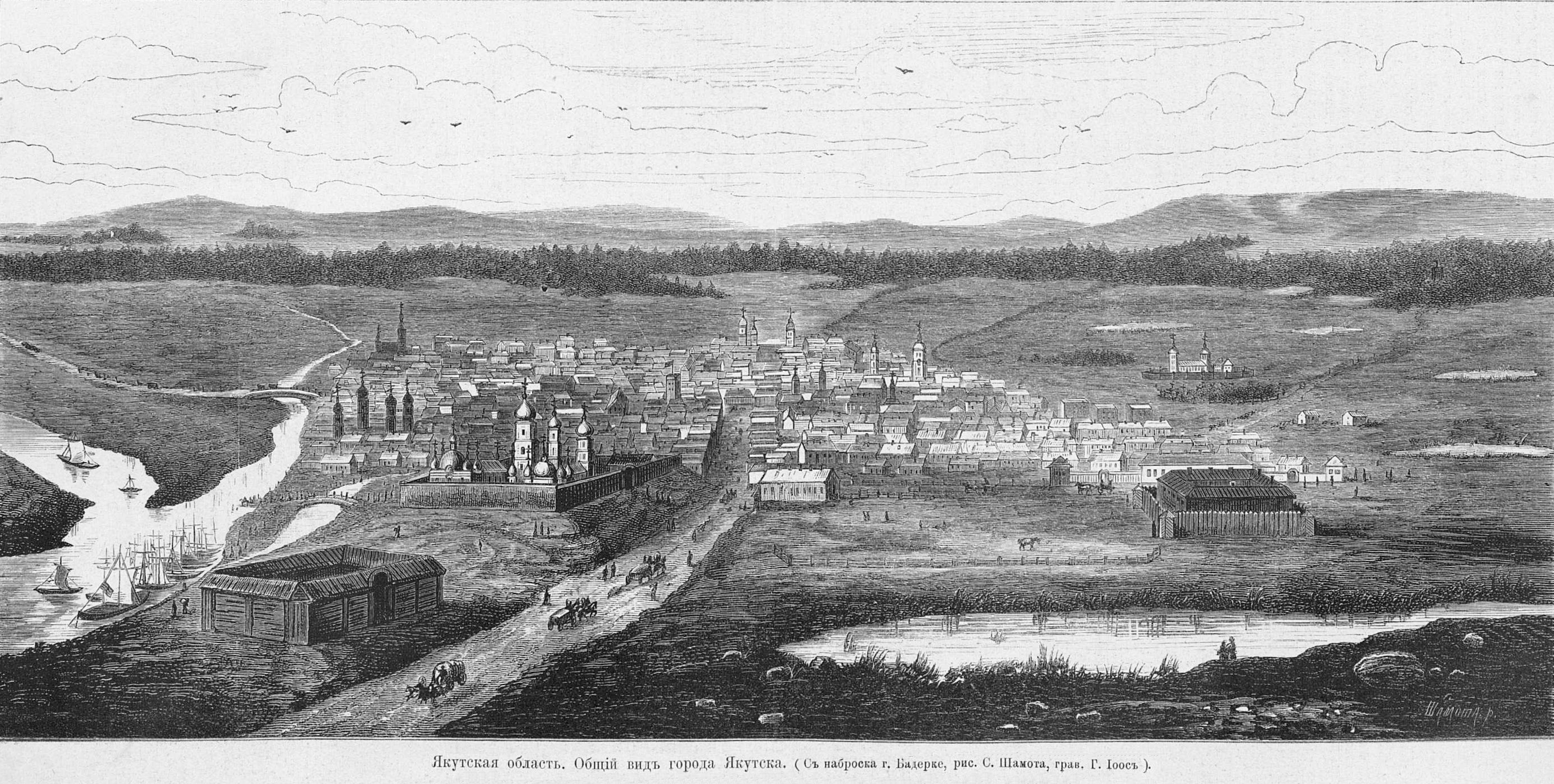
Общий вид Якутска в 1878 году

Особенно активное развитие Якутска связано с периодом губернаторства И. И. Крафта (1907—1913). В городе были построены электростанция, телефонная станция, открылся музей, был основан отдел Императорского географического общества. 9 августа 1898 года открылась бесплатная библиотека-читальня.

### Гражданская война
В годы Гражданской войны в Якутской области было немало сражений. 30 июня 1918 года в Якутске произошла первая в Якутии стычка между белыми и прибывшим отрядом красных под командованием Рыдзинского, в результате чего в Якутии частично была установлена советская власть. Однако спустя полтора месяца, 5 августа 1918 года, советская власть была распущена. Восстановлено областное управление и земское управление. 6 августа земская управа во главе с В.В. Никифоровым отменила все декреты советской власти. В ходе большевистского мятежа в ночь с 14 на 15 декабря 1919 года якутская местная стрелковая команда под командованием Н.Т. Романченко свергла правительство Никифорова и вновь провозгласила советскую власть.
В 1922 году белый генерал Анатолий Пепеляев предпринял наступление на Якутск, с целью дальнейшего наступления на Сибирь и провозглашения там Сибирской республики, что стало последним эпизодом Гражданской войны в России, однако 14 февраля 1923 года дружина Пепеляева была остановлена красным отрядом Ивана Строда в урочище Сасыл-Сысыы, неподалёку от села Амга. В российскую историю вошло эта битва вошла как «Ледовая осада»: в условиях жесточайших якутских морозов шла битва между обороняющими подступы к Якутску красными бойцами под командованием Ивана Строда и рейдовой дружиной белого сибирского генерала Анатолия Пепеляева. В результате сражений у Амги последнее крупное воинское соединение белых на территории РСФСР было разгромлено, сам генерал отступил обратно к побережью Охотского моря и попал в плен.

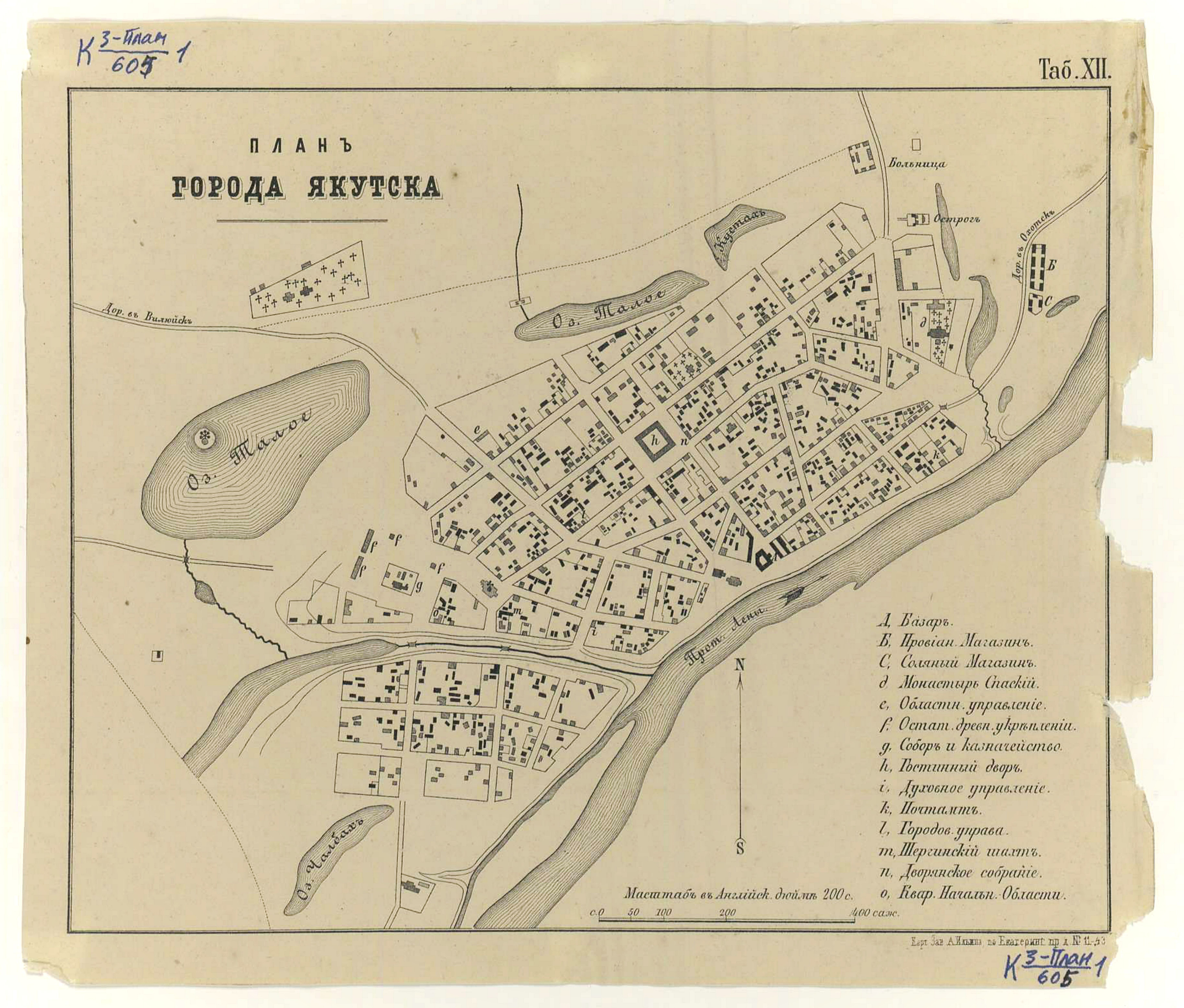
План города Якутска 1900 года. Издание картографического заведения Ильина.

### Советский период
В результате Гражданской войны в Якутской области установилась советская власть. К октябрю 1921 года заместителем председателя Якутского губревкома Платоном Ойунским (с 1922 года — руководитель Якутии, председатель Совнаркома ЯАССР) были разработаны проекты «Декларации прав и обязанностей трудящихся Якутской АССР» и «Положение об автономии Якутской республики». К началу 1922 года работа по созданию республики была завершена, и на основе этих документов 27 апреля 1922 года была образована Якутская Автономная Советская Социалистическая Республика — первая в истории народа саха государственность. Столицей республики стал Якутск.
В 1930-х годах в Якутске впервые был создан научно-исследовательский институт, республика вышла на новый уровень народного образования и науки.
Во время Великой Отечественной войны в Якутске находились штаб авиадивизии и управление воздушной трассы Алсиб, по которой из США на фронт было доставлено около 8 тыс. истребителей и бомбардировщиков, полученных по ленд-лизу. В городе за районом, где в военное время располагался штаб Алсиб, до сих пор сохраняется название Авиагруппа.
После Великой Отечественной войны ускоренное промышленное освоение недр края вызвало приток в республику большого количества специалистов и рабочих из других регионов страны. Кроме того, росту населения способствовали волна послевоенной компенсационной рождаемости и постепенное выравнивание деформированной в период Отечественной войны его структуры. За 20 лет (1939—1959 годы) население города увеличилось в 1,4 раза.

Улица Дзержинского в Якутске на почтовой открытке, 1975 г.

В эти годы Якутск стал центром концентрации городского населения в республике. В городе и пригородных посёлках был создан строительный комплекс, расширились предприятия лесообрабатывающей, угольной, лёгкой, пищевой промышленности. Якутск стал крупным узлом водного, автомобильного и воздушного транспорта.

Площадь Орджоникидзе, предположительно 1980-е годы

В марте 1986 года на Тёплом озере имело место столкновение, по отчётам на межнациональной почве, переросшее потом в более серьёзный конфликт, охвативший Якутск и продлившийся трое суток — из-за драки русских со студентами-якутами Якутского государственного университета. Драка имела бытовой характер. Члены обкома и горкома КПСС не увидели в конфликте межэтнического оттенка, недооценив опасности перерастания его в выступления националистического толка. И лишь когда по городу двинулась толпа с лозунгом: «Якутия для якутов, долой русских!», власти начали предпринимать меры. Около 100 человек было задержано, перед судом предстало по трое с каждой стороны, получивших сроки до 4 лет.

### Современный период
27 декабря 1991 года Якутская АССР была переименована в Республику Саха (Якутия). Её столицей остался Якутск.
15 ноября 2022 года Указом Президента Российской Федерации городу было присвоено звание «Город трудовой доблести».

## Население
| 1632     | 1681     | 1807     | 1825     | 1852     | 1856     | 1860     | 1862     | 1865     | 1883     | 1885     |
| -------- | -------- | -------- | -------- | -------- | -------- | -------- | -------- | -------- | -------- | -------- |
| 200      | →200     | ↗2700    | ↘2500    | ↗2700    | ↗2800    | ↗3600    | ↗5649    | ↘5300    | ↗5800    | ↘5500    |
| 1888     | 1890     | 1895     | 1897     | 1906     | 1911     | 1913     | 1917     | 1923     | 1926     | 1933     |
| ↗6300    | ↗6500    | ↘6200    | ↗6535    | ↗7700    | ↗9242    | ↗10 300  | ↘7300    | ↗10 065  | ↗10 558  | ↗23 000  |
| 1939     | 1950     | 1955     | 1956     | 1959     | 1960     | 1962     | 1963     | 1964     | 1965     | 1966     |
| ↗52 882  | ↗59 900  | ↗67 000  | ↘63 000  | ↗74 330  | ↗77 400  | ↗79 000  | ↗82 000  | ↗86 000  | ↗89 000  | ↗92 000  |
| 1967     | 1968     | 1970     | 1971     | 1972     | 1973     | 1974     | 1975     | 1976     | 1979     | 1982     |
| ↗95 000  | ↗98 000  | ↗107 617 | ↗114 000 | ↗120 000 | ↗126 000 | ↗133 000 | ↗137 000 | →137 000 | ↗152 368 | ↗165 000 |
| 1983     | 1984     | 1985     | 1986     | 1987     | 1989     | 1990     | 1991     | 1992     | 1993     | 1994     |
| ↗170 000 | ↗175 000 | ↗180 000 | ↗184 000 | ↗188 000 | ↘186 626 | ↗192 000 | ↗193 000 | ↗198 000 | ↘196 000 | ↘194 000 |
| 1995     | 1996     | 1997     | 1998     | 1999     | 2000     | 2001     | 2002     | 2003     | 2004     | 2005     |
| ↘193 000 | ↘192 000 | ↗194 000 | ↗196 000 | ↘195 500 | ↘195 400 | ↗197 800 | ↗210 642 | ↘210 600 | ↗216 800 | ↗235 610 |
| 2006     | 2007     | 2008     | 2009     | 2010     | 2011     | 2012     | 2013     | 2014     | 2015     | 2016     |
| ↗239 200 | ↗245 600 | ↗255 800 | ↗264 069 | ↗269 601 | ↘269 500 | ↗278 406 | ↗286 456 | ↗294 138 | ↗299 169 | ↗303 836 |
| 2017     | 2018     | 2019     | 2020     | 2021     | 2023     | 2024     | 2025     |          |          |          |
| ↗307 911 | ↗311 760 | ↗318 768 | ↗322 987 | ↗355 443 | ↗361 154 | ↗367 667 | ↗372 801 |          |          |          |

Население Якутска по результатам 2024 года составляет 384 тыс. человек по данным окружной администрации города Якутск. На продолжении 12 лет, наблюдается устойчивый рост населения.
На 1 января 2025 года по численности населения город находился на 51-м месте из 1124 городов Российской Федерации.
В 1726 году, когда через Якутск проезжала 1-я камчатская экспедиция в нём насчитывалось, как записал в своём журнале лейтенант Чириков, «Русских дворов 300, да в близости города кочует Якутов 30 000 человек».

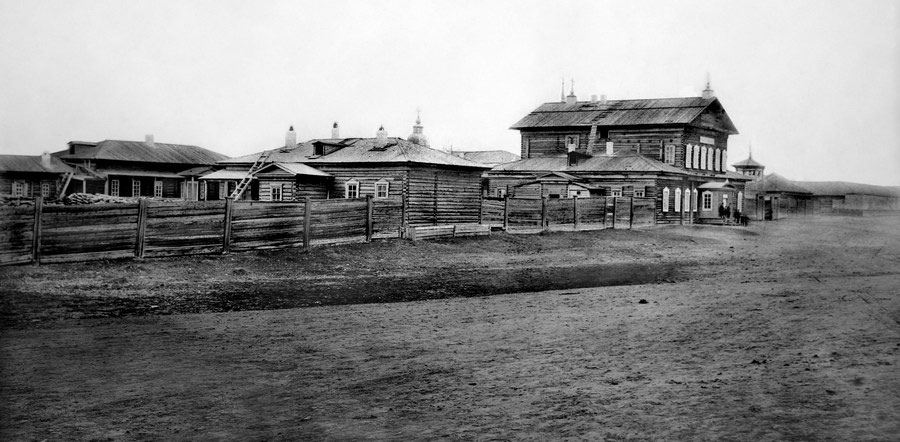
Якутск во второй половине XIX века

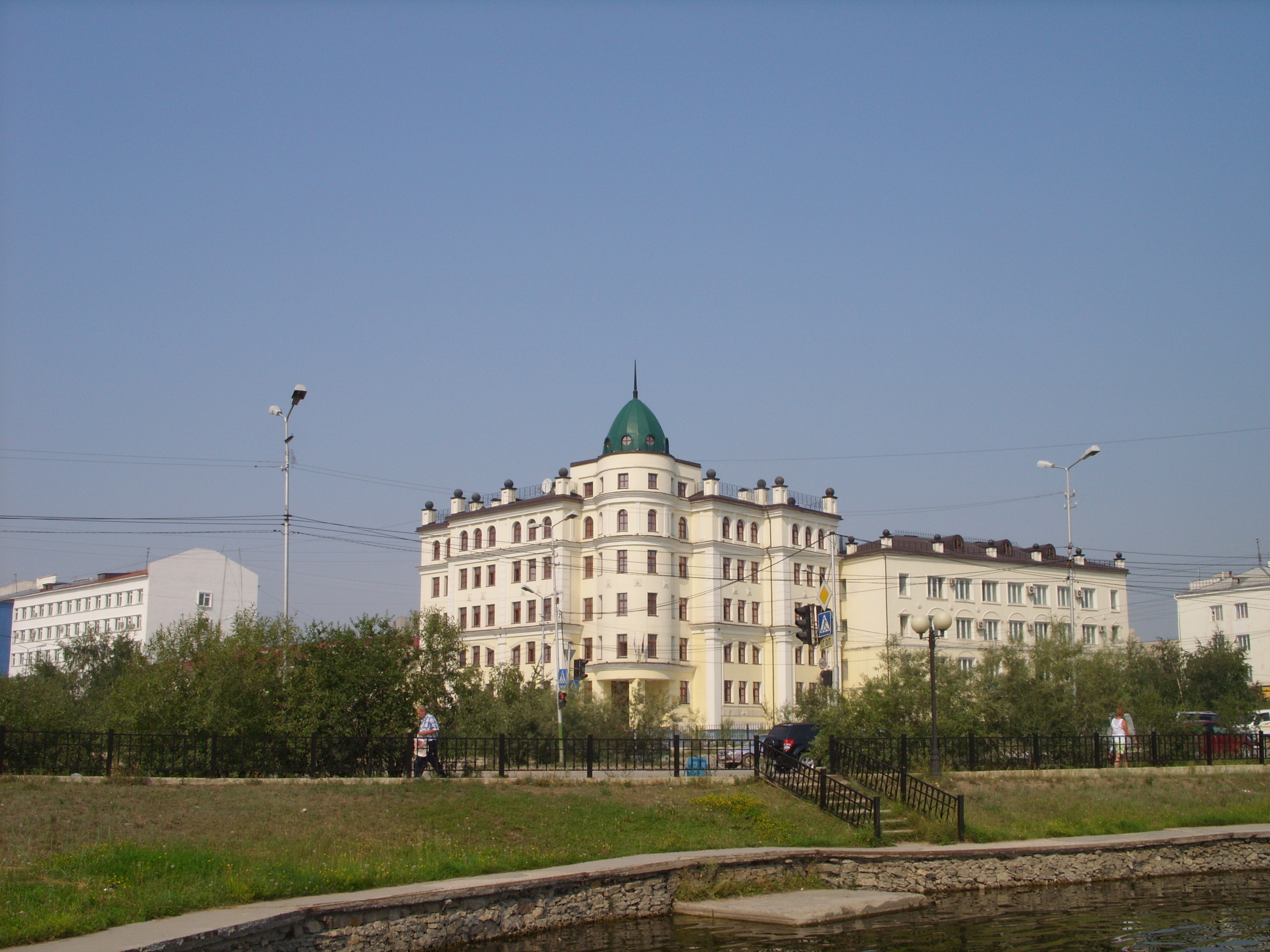
Здание прокуратуры РС (Я)

По результатам переписи населения 2010 года, население Якутска между двумя переписями (2002 и 2010 гг.) увеличилось на 20,1 %.
С начала 1990-х гг. идёт активная миграция сельских жителей из районов республики в Якутск. С 2000-х гг. происходит миграция приезжих из стран Средней Азии, Кавказа и Китая. Численность населения Якутска быстро растёт за счёт естественного прироста и миграции. Остро стоит вопрос с обеспечением населения доступным жильём, детскими садами, школами и больницами.

### Национальный состав
По данным всероссийской переписи 2020—2021 года на территории муниципального образования проживали представители более 100 национальностей, среди них наиболее многочисленные:
- якуты — 39,56 %;
- не указавашие свою национальную принадлежность — 33,2 %;
- русские — 17,63 %;
- киргизы — 2,28 %;
- эвенки — 1,29 %;
- таджики —1,16 %;
- китайцы — 0,94 %;
- армяне — 0,71 %;
- буряты — 0,42 %;
- эвены — 0,40 %;
- украинцы — 0,33 % ;
- татары — 0,24 %;
- юкагиры — 0,07 %.

### Языковой состав
Родной язык населения по данным переписи 1897 года:
| Язык             | Численность, чел. | Доля     |
| ---------------- | ----------------- | -------- |
| Русский          | 3 036             | 46,46 %  |
| Якутский         | 2 788             | 42,66 %  |
| Еврейский (идиш) | 338               | 5,17 %   |
| Татарский        | 238               | 3,64 %   |
| Другие           | 135               | 2,07 %   |
| Итого            | 6 535             | 100,00 % |

В настоящее время официальными и основными языками города являются якутский и русский.

## Административное деление
3 ноября 2004 года на основании постановлений Государственного Собрания (Ил Тумэн) Республики Саха (Якутия) посёлки Марха и Кангалассы были включены в городскую черту Якутска.
В состав городского округа «Город Якутск» входят сёла Маган, Табага, Старая Табага, Хатассы, Тулагино, Капитоновка, Кильдямцы, Сырдах, Пригородный, Владимировка.
Территориальные органы управления города
1. Автодорожный округ
2. Гагаринский округ
3. Губинский округ
4. Октябрьский округ
5. Промышленный округ
6. Сайсарский округ
7. Строительный округ
8. Центральный округ
9. микрорайон Кангалассы
10. микрорайон Марха
11. село Маган
12. село Пригородное
13. село Табага (включает с. Старая Табага)
14. Тулагино-Кильдямский наслег
15. Хатасский наслег

## Наука и образование

Памятник мамонту у Института мерзлотоведения

### Образование
Северо-Восточный федеральный университет имени М. К. Аммосова основан 23 августа 1956 года и ныне является крупнейшим центром науки и образования Северо-Восточной Азии, имеющим 40 учебно-лабораторных корпусов и включающим в себя 13 институтов, 5 отдельных факультетов и 3 филиала.
Среднее образование города представлено 50 школами, в том числе гимназиями и лицеями.

В 2013 году Физико-технический лицей им. В. П. Ларионова и Якутский городской лицей вошли в перечень лучших 500 школ России. В 2014 в перечень «100 лучших школ России» вошёл Республиканский лицей-интернат. В 2015 году пять школ Якутска вошли в список «500 лучших в России», это Республиканский лицей-интернат, Физико-технический лицей имени В. П. Ларионова, Городская классическая гимназия, Якутский городской лицей и СОШ № 33 имени Л. А. Колосовой. 

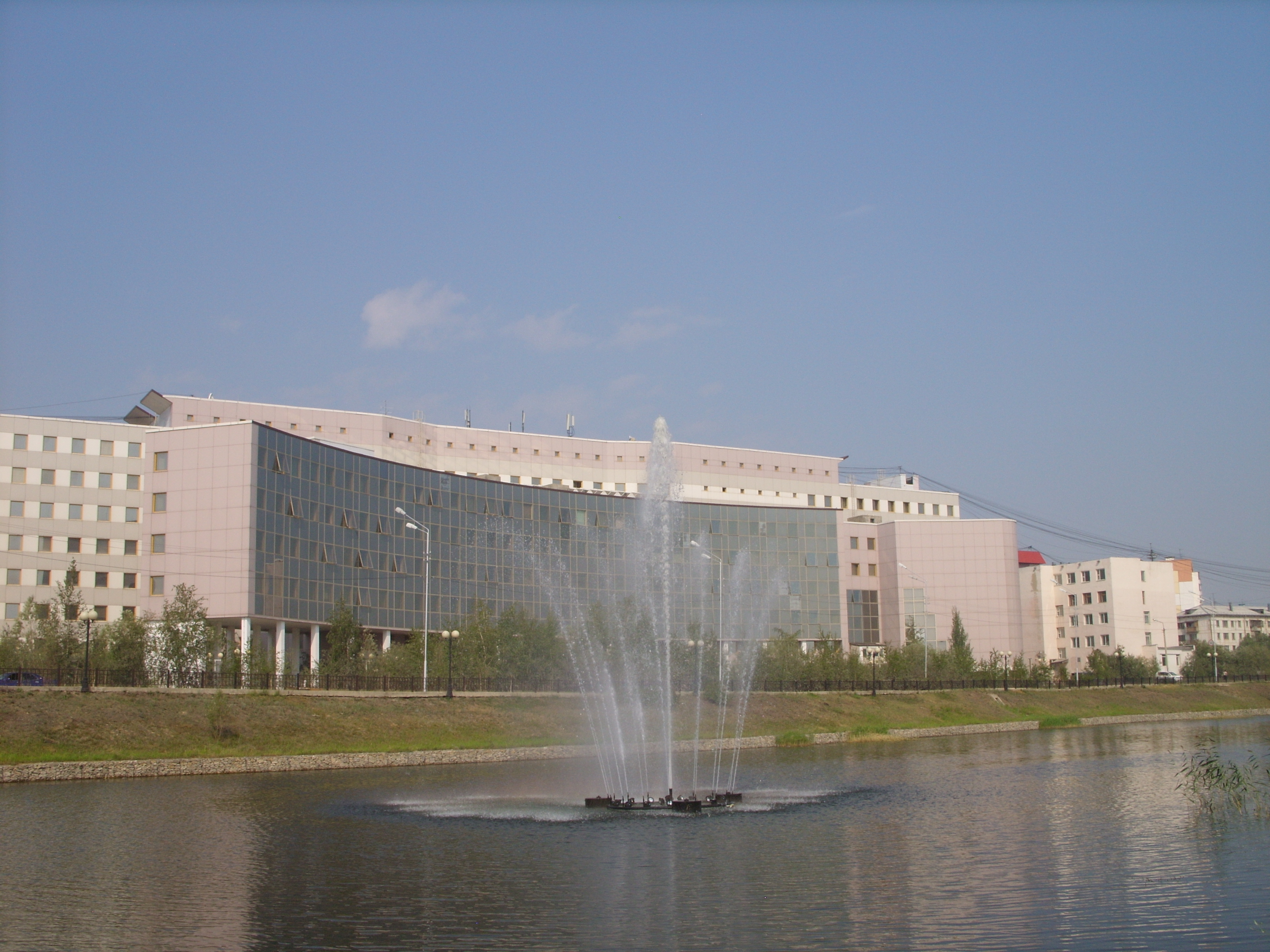
Корпус факультетов естественных наук СВФУ

#### Высшие учебные заведения
- Университеты
  - Арктический государственный агротехнологический университет (ранее ЯГСХА)
  - Северо-Восточный федеральный университет имени М. К. Аммосова
- Институты
  - Арктический государственный институт культуры и искусств
  - Восточно-Сибирский институт экономики и менеджмента
  - Высшая школа музыки (институт) Республики Саха (Якутия) им. В. А. Босикова
  - Якутский гуманитарный институт
  - Якутский институт водного транспорта (филиал) Сибирского государственного университета водного транспорта
  - Якутский экономико-правовой институт (филиал) Академии труда и социальных отношений
- Якутская духовная семинария Якутской Епархии Русской Православной Церкви

#### Средние специальные учебные заведения
- Колледжи
  - Колледж инфраструктурных технологий СВФУ имени М. К. Аммосова
  - Финансово-экономический колледж имени И. И. Фадеева
  - Якутский гуманитарный колледж
  - Якутская балетная школа (колледж) имени Аксении и Натальи Посельских
  - Якутский медицинский колледж имени В. А. Вонгродского
  - Якутский колледж связи и энергетики имени П. И. Дудкина
  - Якутский индустриально-педагогический колледж имени В. М. Членова
  - Якутский педагогический колледж имени С. Ф. Гоголева
  - Якутский колледж технологии и дизайна
  - Якутский колледж культуры и искусств имени А. Д. Макаровой
  - Якутский музыкальный колледж имени М. Н. Жиркова
  - Якутский колледж инновационных технологий
  - Юридический колледж СВФУ имени М. К. Аммосова
  - Якутский филиал Юридического полицейского колледжа
  - Цифровой колледж Синергия[104]
- Техникумы
  - Якутский сельскохозяйственный техникум
  - Якутский технологический техникум сервиса имени Ю. А. Готовцева
  - Якутский коммунально-строительный техникум
  - Якутский промышленный техникум имени Т. Г. Десяткина
  - Якутский автодорожный техникум
- Училища
  - Якутское художественное училище им. П. П. Романова
  - Республиканское училище (колледж) олимпийского резерва им. Р. М. Дмитриева
  - Якутское авиационное техническое училище гражданской авиации имени В. И. Гришукова

#### Другое
- Высшая школа инновационного менеджмента при Главе Республики Саха (Якутия)
- Институт развития образования и повышения квалификации Республики Саха (Якутия)
- Институт развития профессионального образования
- Филиал Северо-Восточной Сибири Института аэронавигации

### Научные центры[105]
- Научные организации Сибирского отделения Российской академии наук:[106]
  - Институт биологических проблем криолитозоны СО РАН — обособленное подразделение ФИЦ ЯНЦ СО РАН (ИБПК СО РАН);
  - Институт геологии алмаза и благородных металлов СО РАН (ИГАБМ СО РАН);
  - Институт горного дела Севера им. Н. В. Черского СО РАН — обособленное подразделение ФИЦ ЯНЦ СО РАН (ИГДС СО РАН);
  - Институт гуманитарных исследований и проблем малочисленных народов Севера СО РАН — обособленное подразделение ФИЦ ЯНЦ СО РАН (ИГИиПМНС СО РАН);
  - Институт космофизических исследований и аэрономии им. Ю. Г. Шафера СО РАН — обособленное подразделение ФИЦ ЯНЦ СО РАН (ИКФИА СО РАН);
  - Институт мерзлотоведения им. П. И. Мельникова СО РАН (ИМЗ СО РАН), в которой располагается Федеральное криохранилище семян растений[107];
  - Институт проблем нефти и газа СО РАН — обособленное подразделение ФИЦ ЯНЦ СО РАН (ИПНГ СО РАН);
  - Институт физико-технических проблем Севера им. В. П. Ларионова СО РАН — обособленное подразделение ФИЦ ЯНЦ СО РАН (ИФТПС СО РАН);
  - Федеральный исследовательский центр «Якутский научный центр СО РАН» (ФИЦ ЯНЦ СО РАН);
  - Якутский научно-исследовательский институт сельского хозяйства имени М. Г. Сафронова — обособленное подразделение ФИЦ ЯНЦ СО РАН (ЯНИИСХ);
  - Якутский научный центр комплексных медицинских проблем (ЯНЦ КМП).
- Академия наук Республики Саха (Якутия)
  - Арктический научно-исследовательский центр Академии наук Республики Саха (Якутия)
- Научно-исследовательский институт национальных школ Республики Саха (Якутия)
- Научно-практический центр «Фтизиатрия» Министерства здравоохранения Республики Саха (Якутия
- Научно-исследовательский и проектный институт алмазодобывающей продукции «Якутнипроалмаз» АК "АЛРОСА (ЗАО)
- Научно-исследовательский институт Северо-Восточного федерального университета им. М. К. Аммосова:
  - Научно-исследовательский институт региональной экономики Севера Северо-Восточного федерального университета им. М. К. Аммосова;
  - Научно-исследовательский институт прикладной экологии Севера Северо-Восточного федерального университета им. М. К. Аммосова;
  - Научно-исследовательский институт здоровья Северо-Восточного федерального университета им. М. К. Аммосова;
  - Научно-исследовательский институт математики Северо-Восточного федерального университета им. М. К. Аммосова;
  - Научно-исследовательский институт Олонхо Северо-Восточного федерального университета им. М. К. Аммосова;
  - Институт А. Е. Кулаковского Северо-Восточного федерального университета им. М. К. Аммосова.
- Якутский государственный проектный научно-исследовательский институт строительства (ЯкутПНИИС)
- Якутский филиал Федерального государственного бюджетного научного учреждения «Всероссийский научно-исследовательский институт рыбного хозяйства и океанографии» («ЯкутскНИРО»)

## Культура

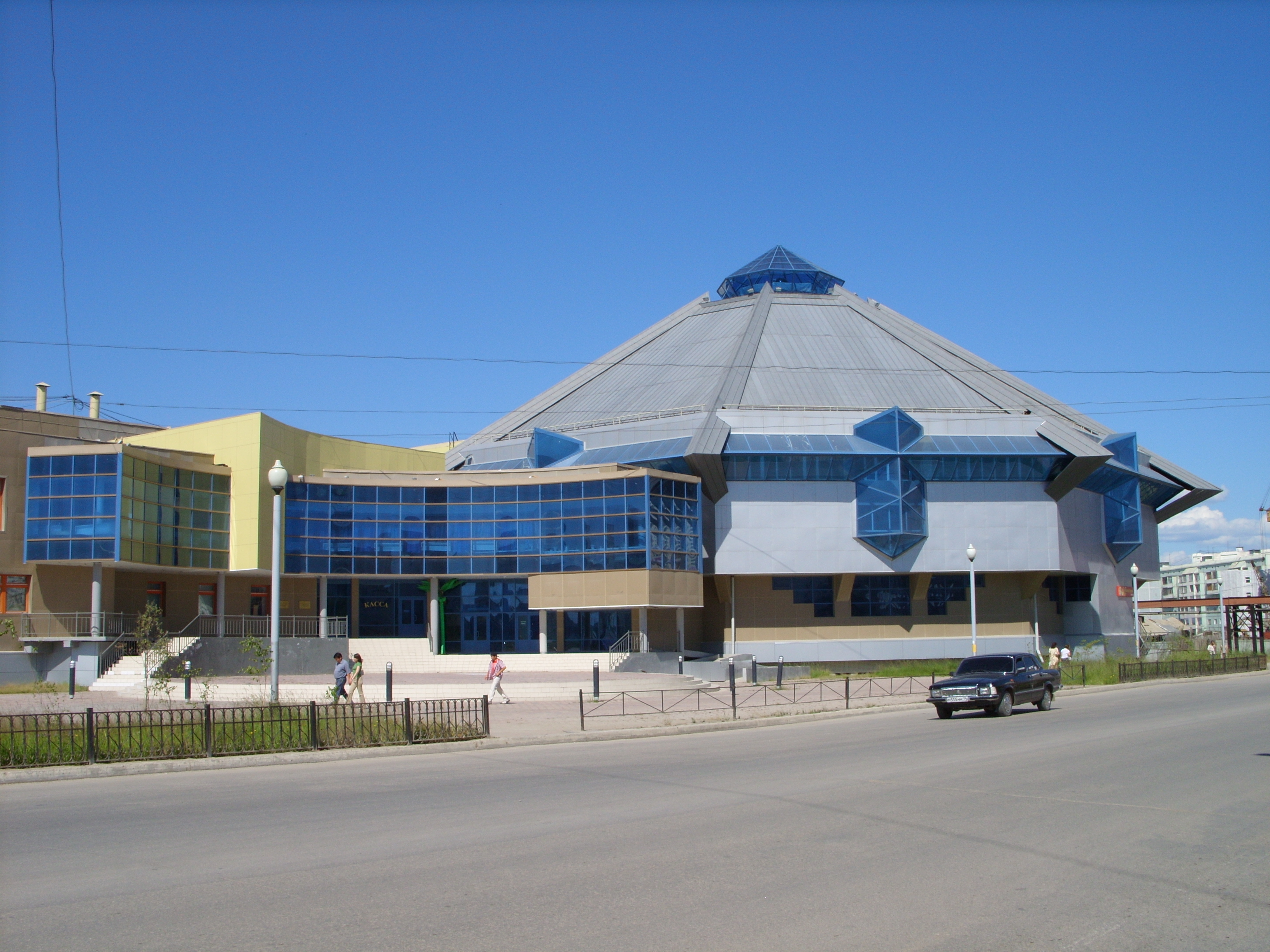
Государственный цирк Республики Саха (Якутия)

Творческие союзы

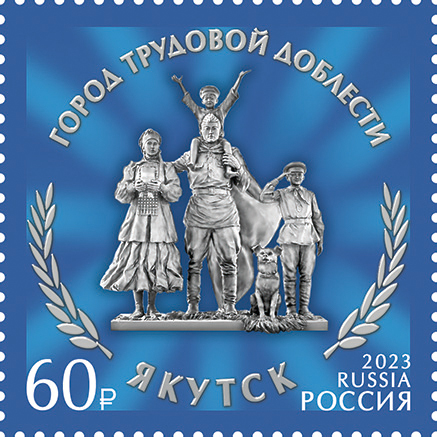
Почтовая марка России, 2023 год. Города трудовой доблести. Памятник «Семья солдата-победителя» в Якутске (скульптор А. А. Романов, архитекторы В. М. Нестеров, С. Г. Никифоров)

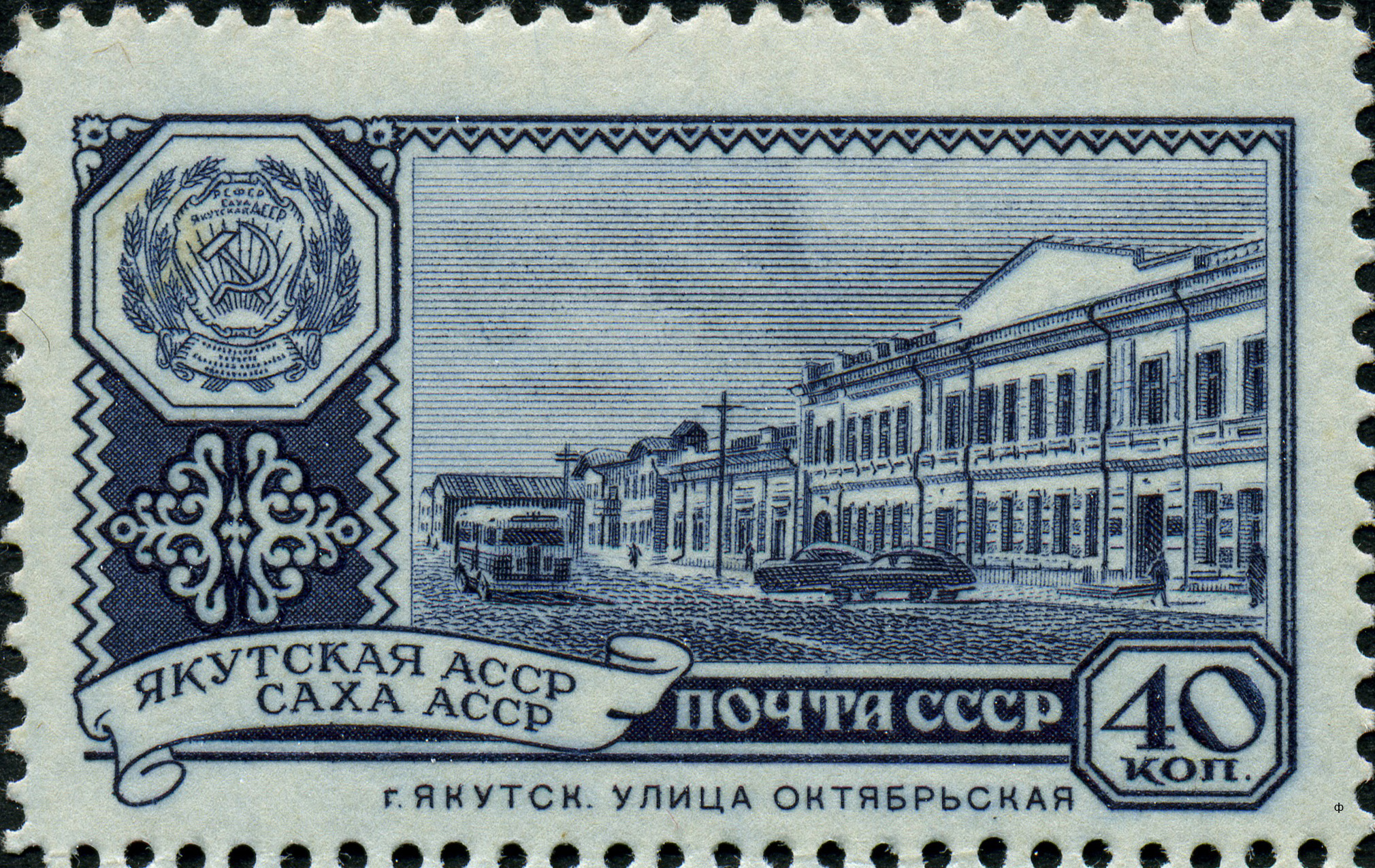
Почтовая марка СССР, 1960 год. Якутская АССР. Якутск, ул. Октябрьская

- Союз писателей Республики Саха (Якутия)
- Союз художников Республики Саха (Якутия)
- Союз театральных деятелей Республики Саха (Якутия)
- Союз архитекторов Республики Саха (Якутия)

Театры
- Саха академический театр имени П. А. Ойунского
- Государственный академический русский драматический театр им. А. С. Пушкина
- Якутский театр оперы и балета имени Д. К. Сивцева
- Государственный театр эстрады Республики Саха (Якутия)
- Государственный театр юного зрителя Республики Саха (Якутия)
- Национальный театр танца Республики Саха (Якутия) им. С. А. Зверева — Кыыл Уола
- Театр Олонхо
- Театр Коренных малочисленных народов севера (КМНС)

Кинотеатры
- Центральный
- Азия
- Лена
- Емеян
- CinemaCenter
- Кинозал «Авиатор»
- Кинозал «Тускул», с. Хатассы
- Автокинотеатр «Телемакс»

Цирк
- Государственный цирк Республики Саха (Якутия) им. Марфы и Сергея Расторгуевых

Музеи
- Якутский государственный объединённый музей истории и культуры народов Севера им. Е. М. Ярославского
  - Дом музей «Якутская ссылка»
  - Дом-музей Ем. Ярославского
  - Мемориальный дом-музей М. К. Аммосова
- Национальный художественный музей Республики Саха (Якутия)[108]
  - Выставочный зал НХМ РС(Я)
  - Галерея зарубежного искусства им. М. Ф. Габышева
  - Картинная галерея академика Афанасия Осипова
- Музей и центр хомуса народов мира
- Музей института геологии алмаза и благородных металлов СО РАН
- Музей истории города Якутска
- Музей истории автотранспорта
- Якутский литературный музей им. П. А. Ойунского
- Музеи Северо-Восточного федерального университета имени М. К. Аммосова[109]
  - Музей археологии, этнографии и высшей школ
  - Музей письменности
  - Музей мамонта
  - Зоологический музей
  - Минералогический музей
- Музей истории связи Якутии
- Музей боевой славы

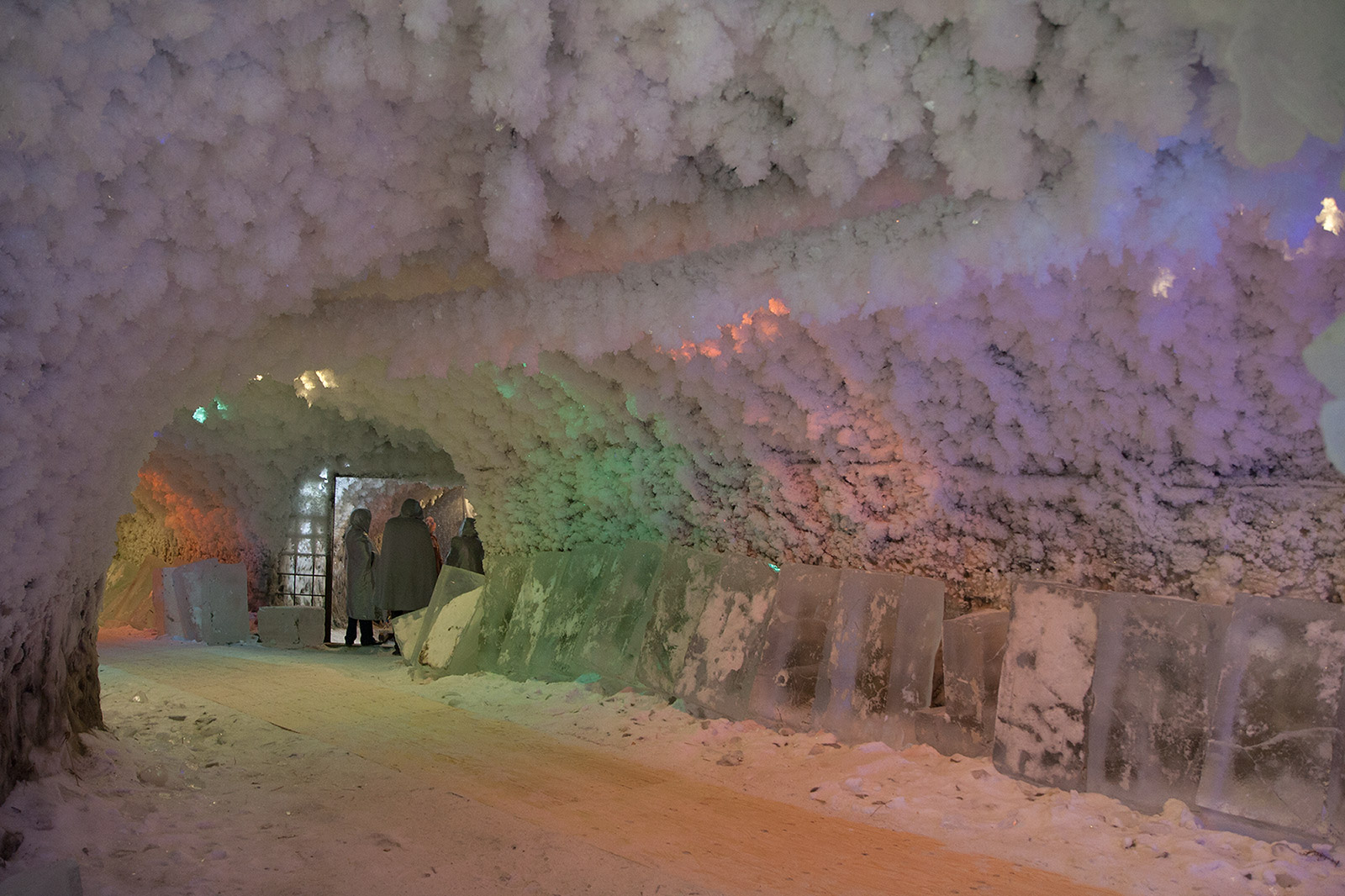
гора Чочур-Муран, Царство вечной мерзлоты

- Музей физической культуры и спорта Якутии
- Музей истории академической науки Республики Саха (Якутия) им. Г. П. Башарина

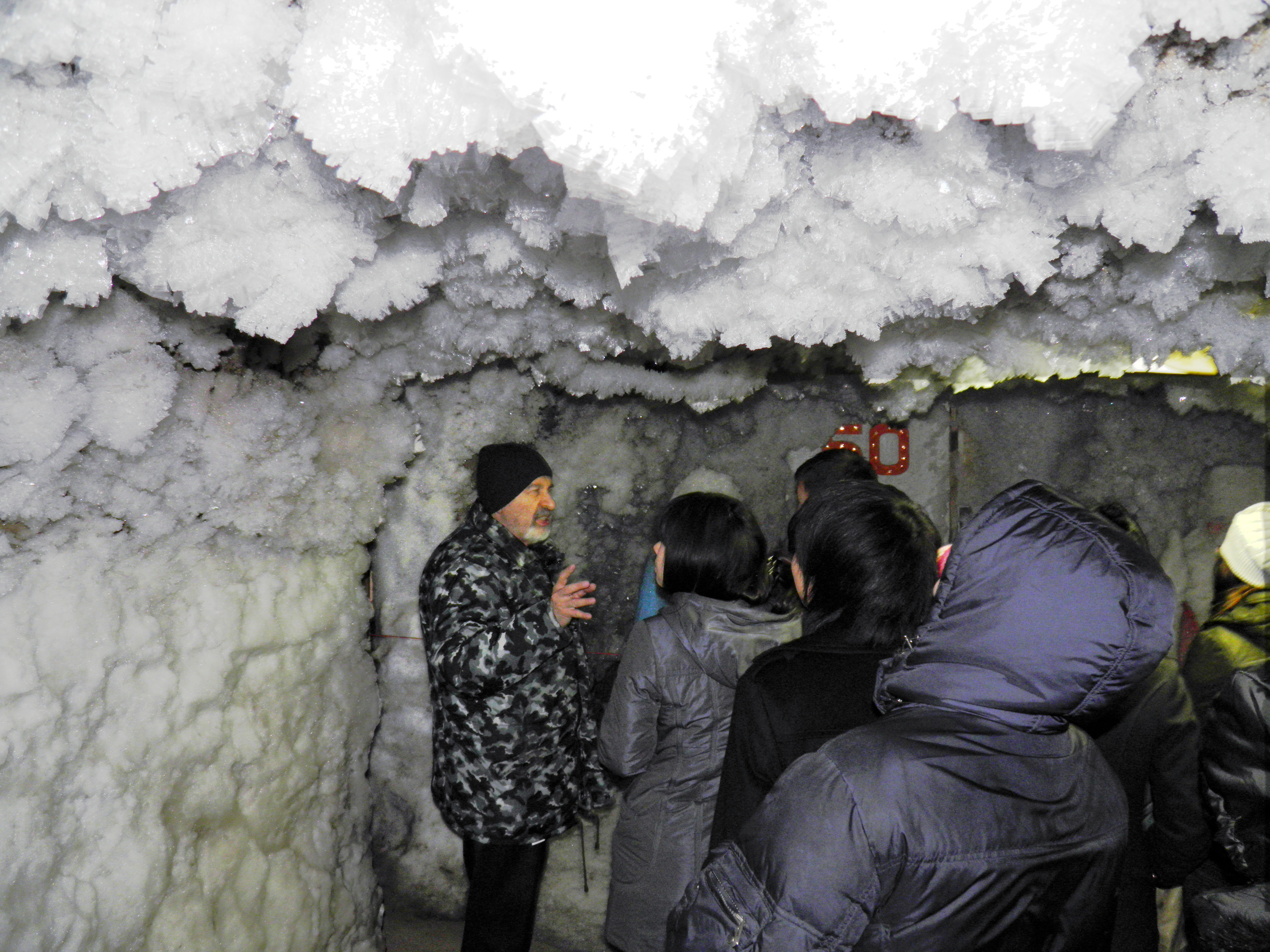
Музей истории изучения вечной мерзлоты, Институт мерзлотоведения СО РАН, Республика Саха (Якутия)

- Музей музыки и фольклора народов Якутии
- Музей истории Водоканала
- Музей истории изучения вечной мерзлоты института мерзлотоведения СО РАН
- Музей леса Якутии
- Парк современных и древних животных
- Музей авиации Якутии аэропорта «Якутск»
- Туристический комплекс «Царство вечной мерзлоты»
- Музей истории ювелирного и гранильного дела (2013)[110]
- Исторический парк «Россия — моя история» (2017)[111]
- Музей истории Православия в Якутии
- Центр культуры и современного искусства имени Гагарина[112]

Библиотеки
- Централизованная библиотечная система г. Якутска:[113]
  - Центральная городская библиотека им. В. Г. Белинского
  - Специализированная детско-юношеская библиотека-филиал № 2 «Школьный мир»
  - Специализированная библиотека-филиал № 3 «Мир Приключений»
  - Модельная библиотека-филиал № 4 «Встреча»
  - Специализированная библиотека-филиал № 5 «Книга-03»
  - Библиотека-филиал № 6 «Тёплый дом»
  - Библиотека-филиал № 7 «Дом семейной книги»
  - Библиотека-филиал № 8 «Библиомир»
  - Сельская модельная библиотека-филиал № 9 И. Д. Панаева с. Хатассы
  - Сельская библиотека-филиал № 10 «Ньургуhун»
  - Сельская модельная библиотека-филиал № 13 «Библиополе»
  - Специализированная детская библиотека-филиал № 15 «Моя библиотека»
  - Специализированная детская библиотека-филиал № 16 им. А. П. Гайдара
  - Библиотека-филиал № 17 «Берёзка»
  - Специализированная библиотека-филиал № 19 «Три-Д: для дела, души и досуга»
  - Сельская библиотека-филиал № 20 «Книгочей»
  - Специализированная библиотека-филиал № 21 «Созвездие»
  - Специализированная библиотека-филиал № 22 «SMART 2.0.3»
- Научная библиотека СВФУ им. М. К. Аммосова
- Национальная библиотека Республики Саха (Якутия)
  - Филиал «Центр детского чтения»
- Республиканская библиотека для слепых

Другое
- Государственная национальная кинокомпания «Сахафильм»
- Государственная филармония Республики Саха (Якутия)
- Парк культуры и отдыха
- Государственная филармония Якутии. Арктический центр эпоса и искусств.

## Экономика
Энергетика
- Якутская ГРЭС
- Якутская ТЭЦ
- Якутская ГРЭС-2

Промышленность

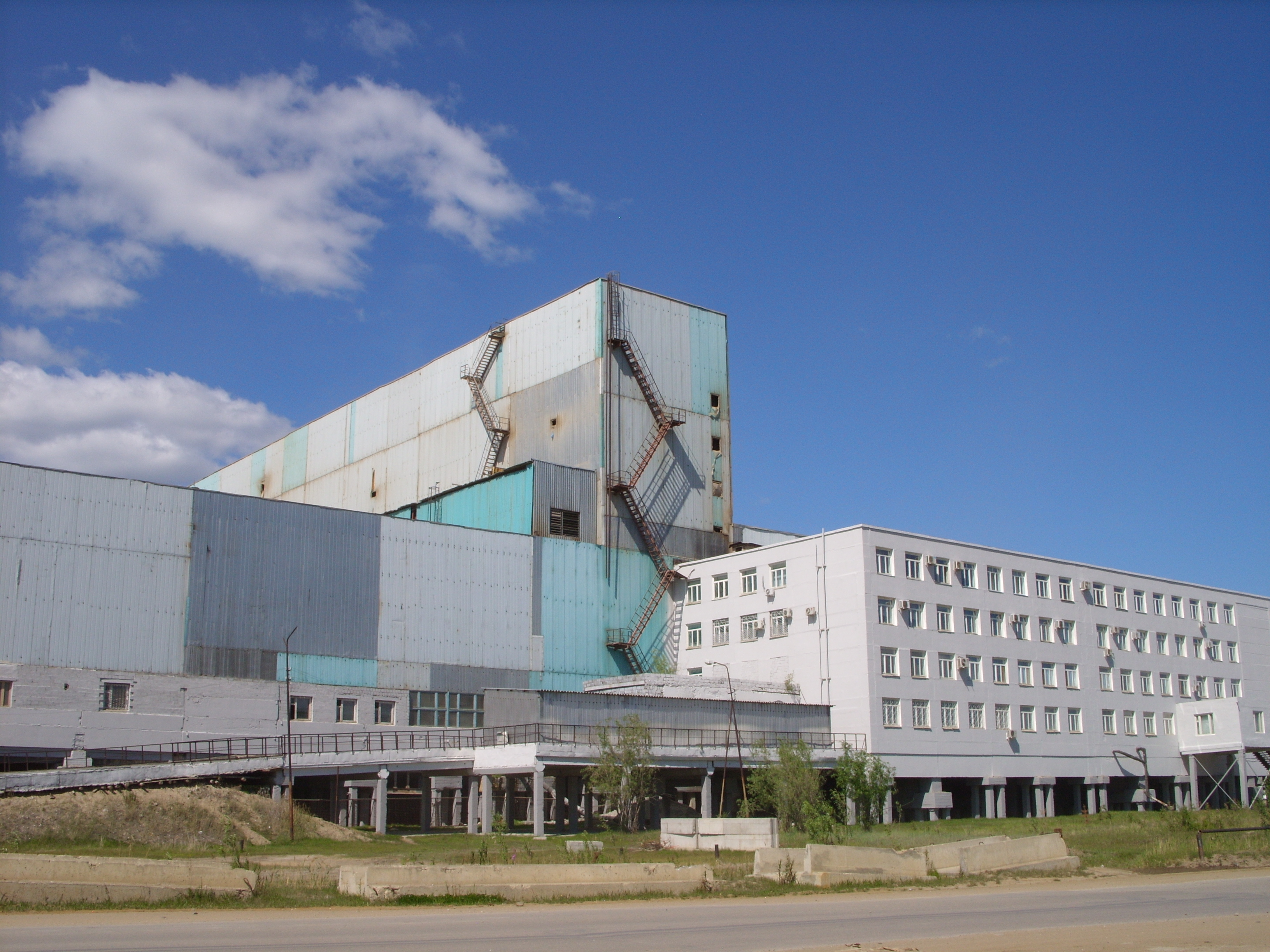
Домостроительный комбинат

Являясь административным и культурным центром региона, Якутск не располагает сколько-нибудь развитой промышленностью. Основные отрасли являются поддерживающими жизнедеятельность города. Более половины (53,3 %) приходится на продукцию топливно-энергетического комплекса, 17,7 % — пищевой промышленности, 11,1 % — алмазогранильного производства, 4,3 % — промышленности строительных материалов, 3,2 % — на продукцию металлообработки. Наиболее крупные предприятия:
- Якутский хлебокомбинат
- Якутский гормолзавод
- Якутская птицефабрика
- Кангаласский угольный разрез
- Мархинский ЗСМ
- ЯКСМК (Якутский комбинат строительных материалов и конструкций)
- ДСК (Домостроительный комбинат)
- Якутский газоперерабатывающий завод
- Завод металлоконструкций
- Лесопромышленный комплекс
- Кожевенно-обувной комбинат
- Ликёроводочный завод
- Пивоваренный завод

Торговля
Якутск — крупнейший центр торговли и бизнеса в Якутии, предпринимательство составляет основу экономики города. Около 60 % трудоспособных горожан, а также большое количество незарегистрированных мигрантов из районов республики и других стран (Средней Азии, Кавказа, КНР), заняты в сфере торговли и услуг. В городе работают несколько рынков (Столичный, Сайсары, Крестьянский, Крытый, Строительный, Авторынок), торговые центры, оптово-розничные склады, множество магазинов и киосков. В сфере коммерческих услуг широко представлены автосервисы, кафе, мини-гостиницы, парикмахерские, частные поликлиники, прачечные, ремонт электроники, агентства недвижимости, строительные и транспортные фирмы.
Рейтинговые оценки
[Рейтинговое агентство]] АКРА в 2025 году присвоило Якутску кредитный рейтинг на уровне A-(RU) со стабильным прогнозом. .

## Транспорт

### Водный транспорт

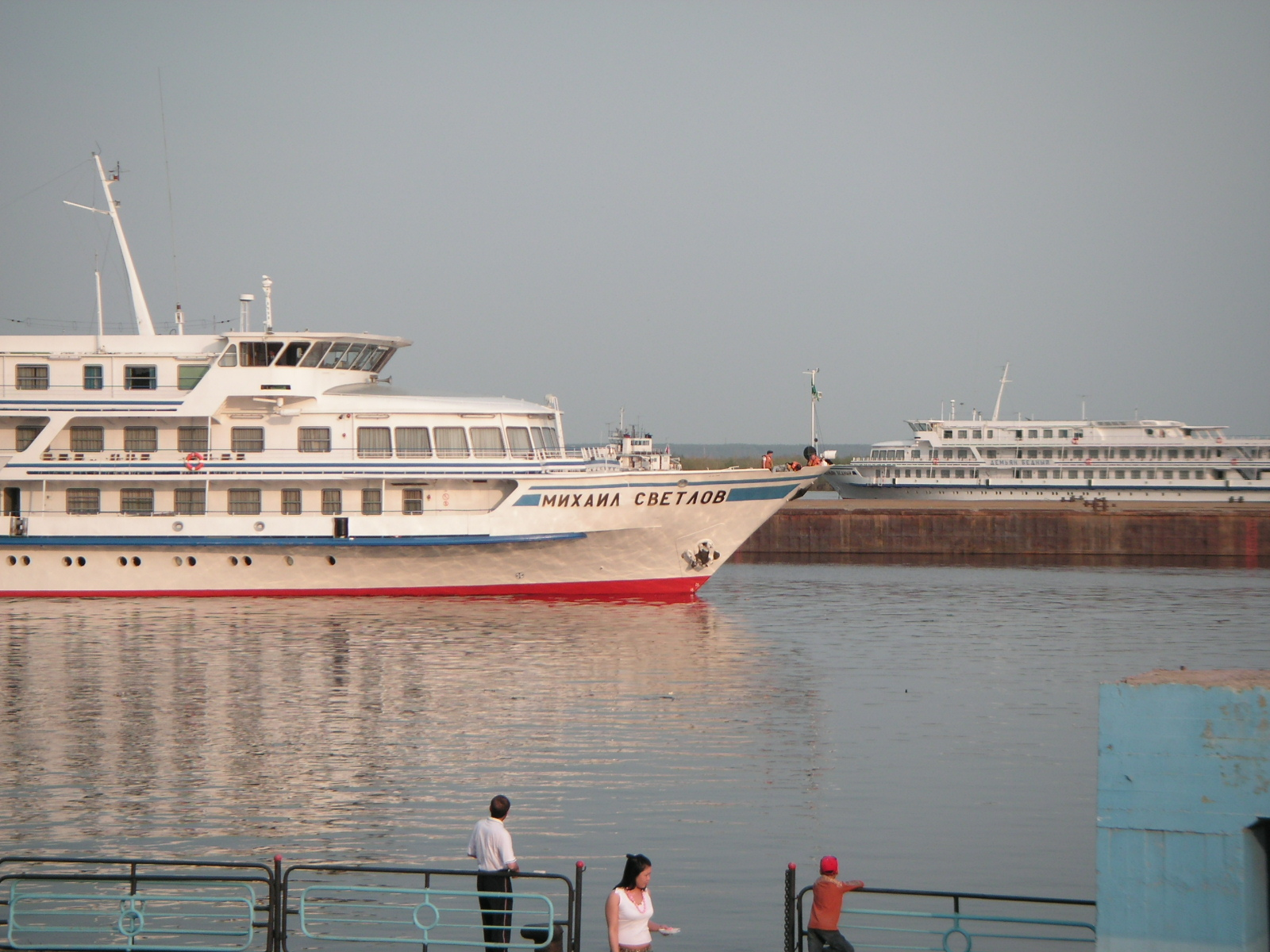
В речном порту

Якутск расположен на левом берегу реки Лены в её среднем течении. Действует речной порт. Бо́льшая часть грузопотока в отсутствие железнодорожного транспорта проходит именно через речной порт. Кроме того, речной пассажирский транспорт связывает город с населёнными пунктами Якутии в бассейне Лены: Олёкминском, Сангаром, Жиганском, Тикси. В связи с экономическими и техническими причинами с 2008 года прекращены регулярные рейсы на Хандыгу.

### Автомобильный транспорт
Добраться автомобильным транспортом до Якутска сложно: федеральная трасса А-360 «Лена» доходит до посёлка Нижний Бестях, расположенного на правом берегу Лены, напротив Якутска. Сообщение с Якутском: летом — грузопассажирский паром, зимой (декабрь — апрель) — по льду реки, в период ледохода и ледостава сообщение возможно только по воздуху, а также на судах с воздушной подушкой. Ещё недавно дорога имела в основном гравийное покрытие. Однако в последнее время ведутся масштабные работы по реконструкции и асфальтированию трассы, полностью завершить асфальтирование планируется в 2022 году. Участок Томмот — Качикатцы требует полной реконструкции, в связи с интенсивной эксплуатацией и отсутствием надлежащего технического обслуживания покрытие дороги полностью разбито. Круглогодично действует федеральная автодорога «Колыма» (Якутск — Магадан), в 2008 году велась ликвидация грунтовых разрывов. В 2007 году автодорога «Вилюй» (Якутск — Вилюйск — Мирный — Ленск — Усть-Кут — Тулун) включена в список федеральных дорог. Однако фактически такой дороги не существует. Участок Ленск — Усть-Кут является зимником, по которому автомобильное сообщение возможно около трёх месяцев в году. На участке Якутск — Мирный круглогодичное сообщение возможно только условно, в некоторых местах во время проливных дождей полотно дороги (как и в случае с автодорогой «Лена») превращается в болото. Остальные участки также нуждаются в реконструкции.

### Железнодорожное сообщение
В 2011 году Амуро-Якутская железнодорожная магистраль (АЯМ) достигла станции Нижний Бестях, которая находится в 10 км от правого берега Лены напротив Якутска. В настоящее время по железной дороге осуществляется пассажирское и грузовое движение. На 2024 г. ходят ежедневные круглогодичные поезда формирования компании «Железные дороги Якутии» № 327й/328й Нижний Бестях — Тында — Нижний Бестях, № 317й/317ч Нижний Бестях — Благовещенск —Нижний Бестях и несколько беспересадочных вагонов: до Благовещенска, Владивостока, Иркутска. Для пассажиров этого поезда, которые следуют в/из Якутска, организован трансфер, или мультимодальная перевозка. Билеты на неё легко приобрести на сайте РЖД или в любой ж/д кассе.
Относительно конечного пункта магистрали ранее было принято решение о строительстве совмещённого автомобильного моста через Лену в районе Старой Табаги. Возведение моста планировалось начать ещё в 2010 году. После аннексии Крыма строительства Ленского моста было отложено, в связи с возникшей необходимостью строительства моста через Керченский пролив. Также возникали идеи связать два берега подводным тоннелем. В 2022 году правительство включило строительство моста в план, 17 октября 2024 года строительство официально началось.
Планируется продление АЯМ до Магадана.
Планируется строительство подъездных железнодорожных путей до причала, чтобы избежать транспортных задержек.

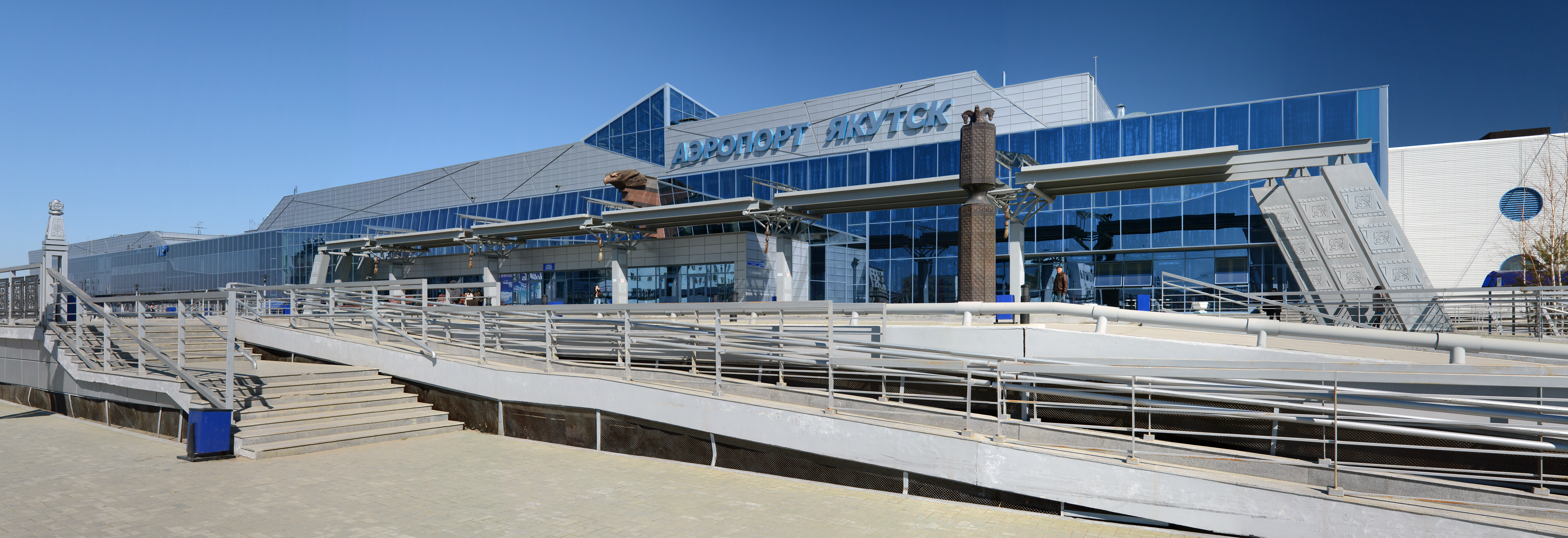
Пассажирский терминал аэропорта «Якутск»

### Авиатранспорт
В городе действуют два аэропорта:
- «Якутск» имени Платона Ойунского (основной; осуществляет внутренние республиканские, российские и международные рейсы)
- «Маган» (запасной; расположен в одноимённом пригородном посёлке).

### Общественный транспорт
Основная статья: Якутский автобус
Городской и пригородный пассажирский транспорт представлен автобусами. Электротранспорт отсутствует. В советское время и в первой половине 90-х годов все городские пассажирские перевозки обеспечивало муниципальное предприятие ЯПАП-1 (Якутское пассажирское автотранспортное предприятие). Затем постепенно на городских линиях муниципальные автобусы стали вытесняться коммерческими, как и во многих других городах России. Однако в отличие от них в Якутске примерно к 2005 году произошло полное замещение муниципального транспорта коммерческим. По состоянию на июль 2024 года большинство пассажирских перевозок на внутригородских линиях осуществляют частники, организованные в НП «Союз-Авто» под патронажем отдела транспорта городской мэрии. Действует 18 городских коммерческих маршрутов (№ 2, 3, 4, 5, 6, 7, 11, 12, 14, 15, 16, 17, 18, 19, 20, 25, 35, 41 (до 16 декабря 2023 № 8), и 2 городских муниципальных (1, 100). Коммерческие маршруты обслуживаются автобусами типа ПАЗ-3205, ПАЗ-3204 и ПАЗ-3203, муниципальные автобусами типа Лиаз-5292.67, КАвЗ-4270. Доступна оплата проезда наличными, транспортными и банковскими картами. По состоянию на апрель 2025 года проезд в городском автобусе составляет 52 рублей наличными, 46 банковской картой и 38 рублей по картам "Спутник" и "Карта жителя Якутии". На пригородных маршрутах цены выше: 95 рублей наличными, 81 рубль банковской картой, 77 рублей по картам "Спутник" и "Карта жителя Якутии".  Муниципальное пассажирское автопредприятие реорганизовано в МУП «ЯПАК» (Якутская пассажирская автотранспортная компания) и, обладая парком автобусов типа ЛиАЗ-5292.67 и КАвЗ-4270, обслуживает городские, пригородные и дачные маршруты, которые связывают Якутск с близлежащими посёлками в долине Туймаада — Кангалассами, Тулагино, Кильдямцами, Маганом, Жатаем, Хатассами, Табагой и Старой Табагой. Автобусами КАвЗ-4238 обслуживаются рейсы в Мохсоголлох, Бердигестях, Хатырык.
Существует и междугородное автобусное сообщение от автовокзала в Якутске, оно связывает столицу со сравнительно близкими, так называемыми «подгородными» улусами — Намским, Хангаласским, Мегино-Кангаласским, Амгинским, Чурапчинским, Таттинским и Усть-Алданским. Правда, кроме первых двух, все они находятся на другой стороне реки (так называемые «заречные» районы), поэтому с ними прямое сообщение из Якутска существует только в зимнее время.
В 2025 году запланирована обширная транспортная реформа.

### Такси
В Якутске имеются сервисы по вызову такси Uber, Drivee и Яндекс.Такси. Помимо этого в Якутске работают множество частных таксомоторных служб — полулегальные (с собственным автопарком, «шашечками», единой цветовой гаммой) и нелегальные (без каких либо атрибутов такси, водители на своих личных автомобилях). Счётчики отсутствуют, оплата оговаривается заранее и как правило зависит от расстояния. Между Якутском и другими улусами республики пассажирские перевозки осуществляют т. н. «улусные такси».

## Спорт
В городе имеются современный ледовый дворец «Эллэй Боотур», стадионы с искусственным покрытием «Туймаада», «Юность», дворец спорта «50 лет Победы», спортивные комплексы «Триумф», «Стерх», «Тандем», «Самородок», «Чолбон», «Долгун», «Модун», «Дохсун» (крытый футбольный манеж), республиканский ипподром и другие спортивные сооружения.
На российской арене город представляет мини-футбольный клуб «Заря». В 2008 году команда заняла 4-е место в Высшей лиге чемпионата России по мини-футболу, втором по силе дивизионе в структуре российского мини-футбола.
В разные годы город представляли футбольный клуб «Динамо», баскетбольный клуб «Саха», женский волейбольный клуб «Якутяночка», минифутбольный клуб «Сахаинкас», футзальный клуб «Факел».
С 2011 года футбольный клуб «Якутия» вновь вышел на профессиональный уровень и является участником второго дивизиона чемпионата России по футболу, зона «Восток».
В 2007 году в Якутске проходили чемпионат России по боксу и первый Кубок мира по футзалу, который триумфально выиграла сборная России, составленная из игроков двух команд из Якутии: нерюнгринского «Концентрата» и мирнинской «Алмаз-Алроса».
В 2011 году в Якутске проходили чемпионаты России по спортингу (вид спортивно-охотничьей стрельбы по тарелочкам) и вольной борьбе.
С 4 по 5 июля 2012 года в Якутске проходил форум «Россия — спортивная держава».
В 2014 году в городе прошёл первый чемпионат мира по мас-рестлинг, в 2016 второй и в 2019 годах третий чемпионат мира по мас-реслингу.
С 2005 в городе бурно развивается велосипедное движение. Так как город окружает плоскогорье, популярность набрали такие виды спорта, как даунхилл и фрирайд. Регулярно проводятся соревнования.
С 1996 года Якутск принимает Международные спортивные игры «Дети Азии». В 1999 и 2007 годах в Якутске проходили чемпионаты мира по международным шашкам среди женщин. Город часто служит местом проведения чемпионатов по вольной борьбе, Якутск принимал чемпионат СССР по вольной борьбе 1985, чемпионаты России по вольной борьбе (в 2002, 2011, 2014 и 2016 годах).
Существует Федерация хоккея Республики Саха (Якутия), федерация проводит региональные соревнования «Ночной хоккейной лиги» в 3-х возрастных категориях 18+,40+,50 +. Участвуют любительские хоккейные клубы.
- «Физкультурно-оздоровительный комплекс» с катком и бассейном был построен в 2022 году.
- "Спортивный комплекс «Триумф» с ледовой ареной был введён в эксплуатацию 29 декабря 2009 году.
- "Ледовый дворец «ЭЛЛЭЙ БООТУР».

Футболисты, выступавшие в высших национальных дивизионах:
- Соколов, Артём Евгеньевич
- Шишкин, Сергей Борисович

## Религия
Религиозные организации в Якутске представлены достаточно широко, есть целый ряд молитвенных домов, в которых отправляется религиозный культ различных религий.

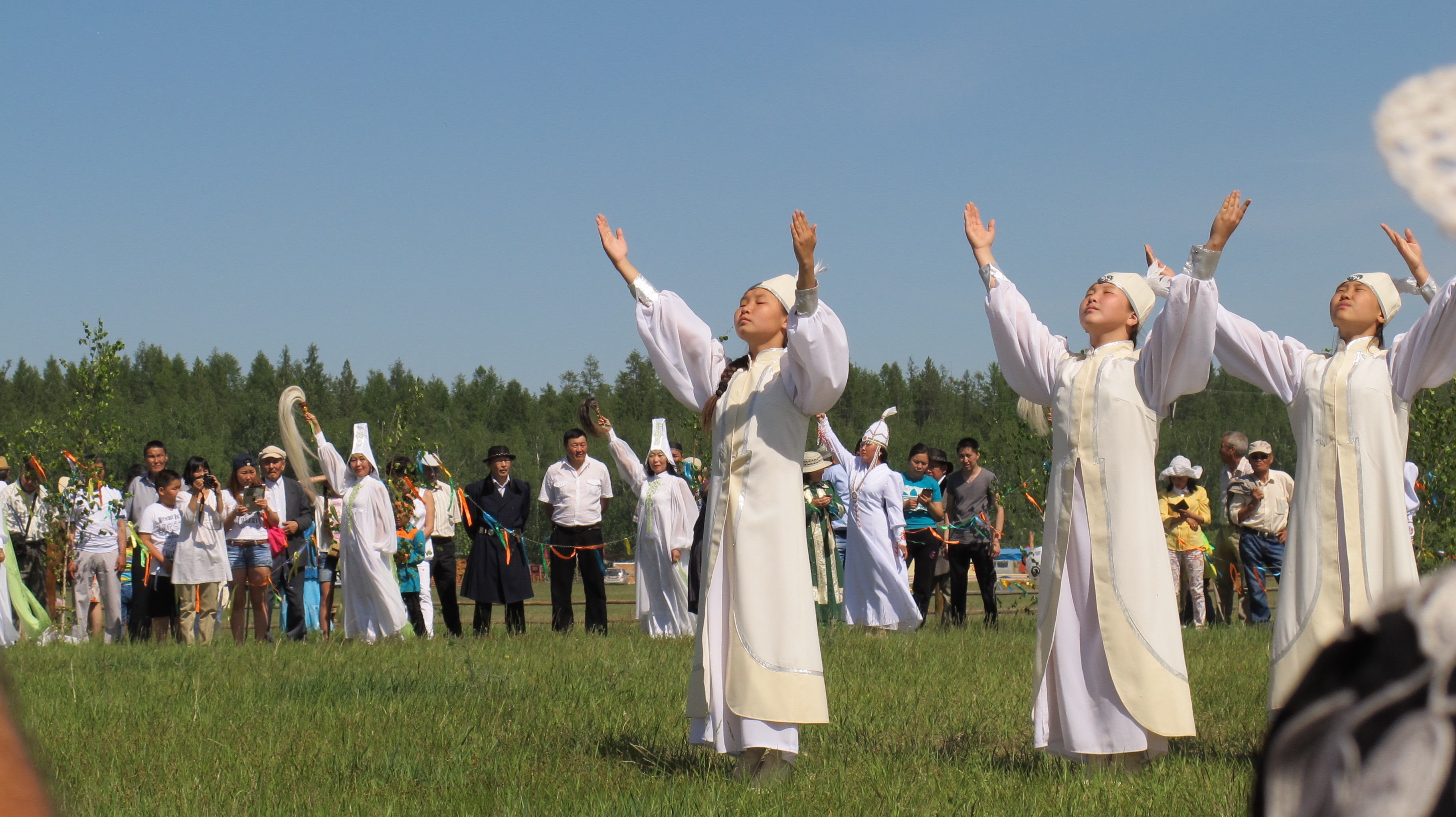
Традиционные празднования

### Традиционное якутское верование
Коренное население Якутии — якуты — имеют собственную традиционную религию — Айыы, включающую в себя систему обрядов, морально-нравственное учение, уникальный пантеон божеств и различные символы. Жители города Якутска сохраняют наследие предков и проводят ежегодные празднования ысыаха, в различных частях города стоят сэргэ, а в самом городе работают различные центры якутской духовности.

### Христианство
- Русская православная церковьЯкутская духовная семинария

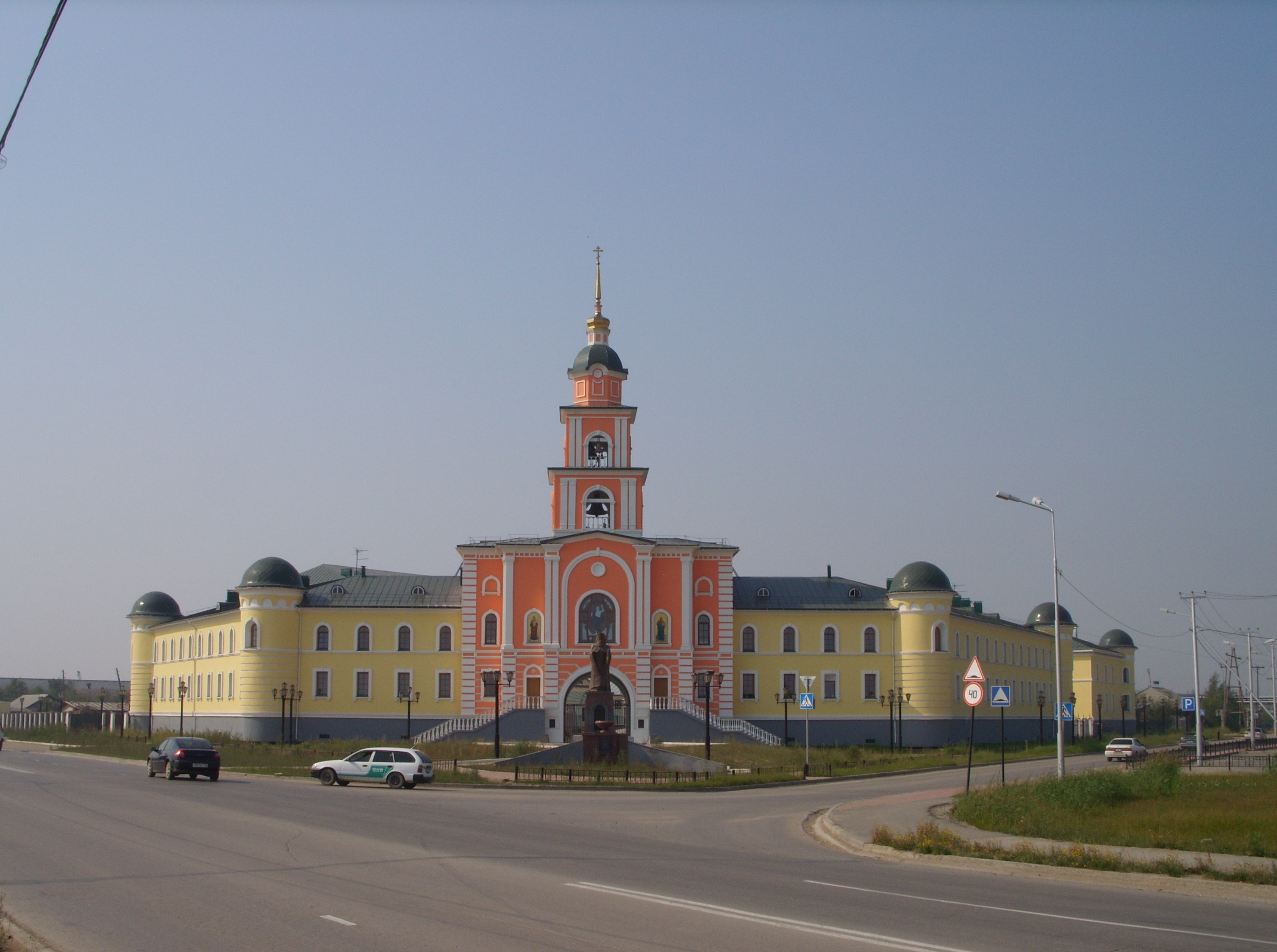
Якутская духовная семинария

  - В городе действуют пять приходов[132] РПЦ, которые входят в Центральное благочиние Якутской и Ленской епархии. Действует Свято-Покровский женский монастырь[133], созданный в 1998 году на основе Никольской церкви. С 2012 года действует возрождённый Спасский мужской монастырь, с 2011 года — Якутская духовная семинария.
- Старообрядческая церковь
  - Есть в городе и старообрядческая община. Действует храм Русской православной старообрядческой церкви во имя верховных апостолов Петра и Павла (входит в епархию Уссурийскую и Дальнего Востока).
- Католицизм
  - В городе действует миссия салезианцев дона Боско. Якутск отнесён к епархии Святого Иосифа в Иркутске Римской Католической Церкви. Однако ещё с начала XX века в городе жили ссыльные поляки католики[134]; приход «Христа — Солнце Правды» (основан в 1993 году) располагается в церковном здании современной постройки. К Якутскому деканату относятся также приходы в Алдане и Нерюнгри.
- Другие направления
  - В городе также действуют следующие христианские организации: пятидесятники, евангельские христиане, Церковь адвентистов седьмого дня[132].
  - 7 сентября 2014 года в Якутске открылась армянская церковь «Сурб Карапет» Ново-Нахичеванской и Российской Епархии Армянской Апостольской Церкви. Освящение храма и первое богослужение в нём совершил глава Ново-Нахичеванской и Российской епархии Армянской Апостольской Церкви епископ Езрас (Нерсисян)[135].

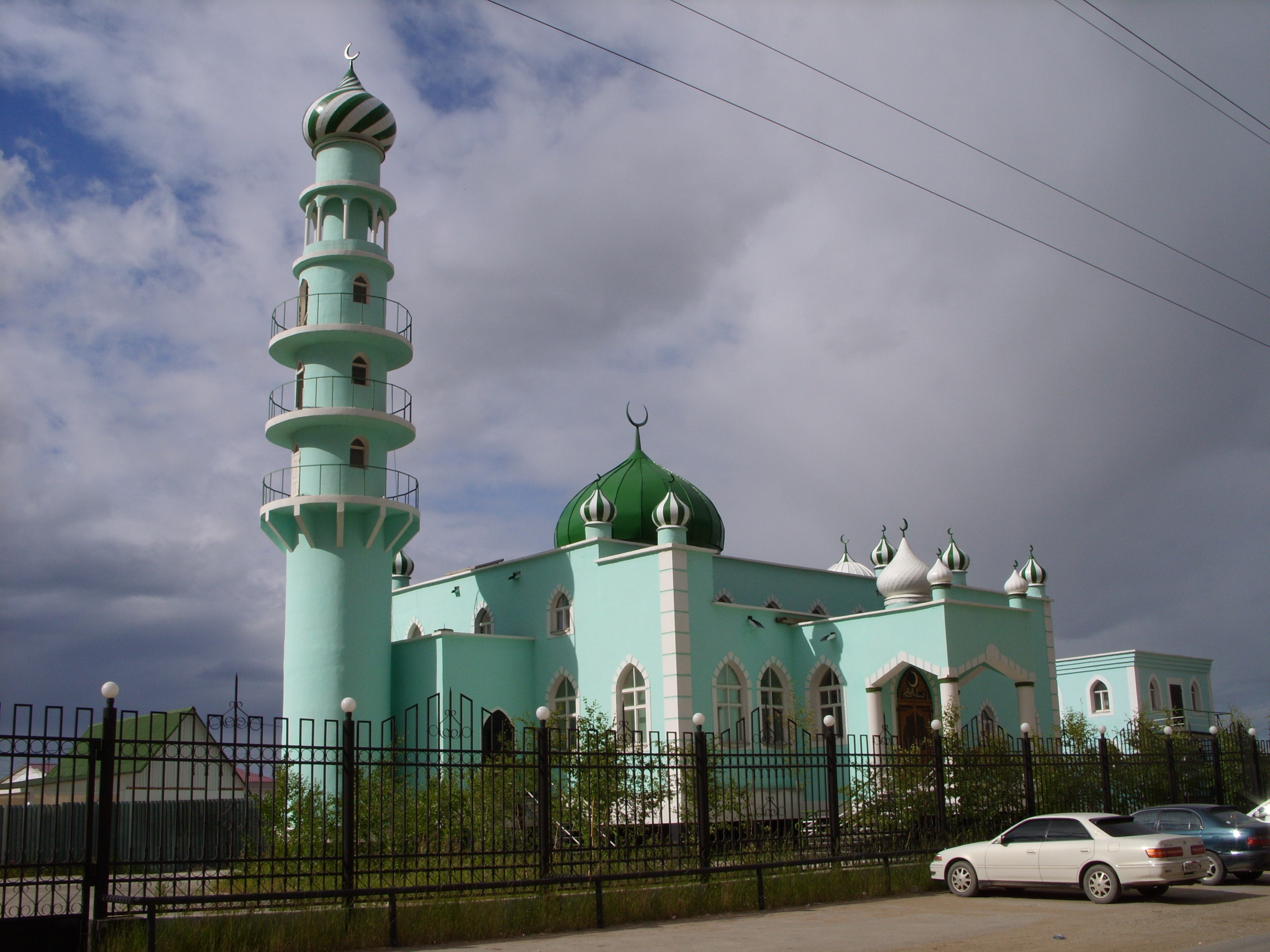
Мечеть г. Якутска

### Ислам
- С 23 сентября 2005 года в Якутске действует мечеть[136].

### Буддизм
- 1 октября 2014 года в Якутске открылся Дацан, на открытии присутствовал глава Буддийской традиционной Сангхи России Дамба Аюшеев — XIV Пандито Хамбо лама[137]. Является самым северным дацаном в мире.

## Достопримечательности
- «Центральный парк культуры и отдыха» — главный городской парк. Создавался поэтапно с 1935 года[138]. Сначала это была часть лесной территории, которую обнесли деревянным забором и расчистили на ней несколько площадок, затем появились аллеи, дорожки, памятники, летняя сцена, возможности для активного отдыха, аттракционы. С 1994 года территорию парка отнесли к особо охраняемым.
- Туристический комплекс «Орто Дойду» — комплекс, который включает в себя оборудованную местность для празднования национального праздника «Эркээни»[139];
- «Ус Хатын» — Местность «Ус Хатын» — это культовое место, специально построенное для проведения традиционного народного праздника народов Якутии — «Ысыах» (праздник возрождения природы с состязанием сказателей Олонхо).
- «Царство вечной мерзлоты» — комплекс подземных тоннелей, расположенный в горе Чочур-Муран, представляющий собой экспозицию ледяных скульптур. Температура даже летом не поднимается выше −5°С, отчего стены и потолок покрыты слоем ледяных кристаллов. В одном из пары десятков залов находится комната Чысхаана.
- "Якутский зоопарк «Орто-Дойду» — организован в 2001 году. Это единственный зоопарк в мире, который работает при столь низких температурах[140].
- «Дом Арчы» — духовный центр якутского народа. Предлагает ознакомиться с традициями, культурой и религией местных народностей. Здание стилизовано под якутский шатёр. Туристы могут посмотреть на обряды, которые проводит настоящий шаман. В некоторых из них можно поучаствовать и получить, например, благословение от духов.
- «Якутский театр оперы и балета» — самый северный из подобных культурных объектов России[141]. Формирование началось в 30-х годах прошлого века. Первоначально это был музыкально-вокальный коллектив, который давал представления на нескольких площадках города. Труппа сформировалась к концу 40-х и имела статус театра-студии. XXI принёс театру «Золотую маску» и место в 1000 лучших учреждений страны в области культуры и искусства.
- «Национальный художественный музей республики Саха» — один из крупных художественных музеев северо-востока страны. Имеет богатую коллекцию живописи. Коллекция формировалась с 1928 года. Особо ценные полотна принадлежат кисти Левитана и Коровина. Сейчас среди 12 тысяч экспонатов можно встретить не только шедевры мирового значения, но и картины местных художников. Для них выделено несколько выставок, в том числе «Графика Якутии»[142].
- «Музей и центр хомуса народов мира» — единственный в мире. Хомус, или варган — язычковый музыкальный инструмент. Для посетителей двери музея открылись в 1990 году. Филолог Алексеев передал свою коллекцию варганов городу, и на её базе сформировалась нынешняя экспозиция. Выставки рассказывают о хомусах разных народов мира, ритуалах шаманов, особенностях использования инструмента в разных культурах[143].
- «Музей истории и культуры народов Севера» — существует с 1891 года[144]. Разрозненные выставки собрали под одной крышей, и до 1978 года музей работал в статусе краеведческого. Все экспонаты разделены на 4 группы: археологическую, этнографическую, историческую, естественную. У музея несколько корпусов и филиалов. Экспонаты: одежда, предметы обихода, орудия, диорамы и фотографии. При музее есть детское подразделение и научный центр.
- «Сокровищница Республики Саха (Якутия)» — первую выставку организовали в 1992 году для сохранения богатств Якутии. Постоянная экспозиция появилась два года спустя. Музей алмазов работал в закрытом режиме, только для высокопоставленных гостей. Сейчас статус учреждения изменён, как и название. Ознакомиться с экспонатами может любой желающий[145].
- «Музей мамонта» — открыт в 1991 году[146]. Специализируется на хранении, демонстрировании и изучении останков мамонтов и других палеонтологических находок. Условия окружающей среды, в том числе вечная мерзлота, позволили древним обитателям нашей планеты хорошо сохраниться. Например, частью экспозиции является мамонтёнок, у которого сохранились многие части туловища, включая клетки кожи.
- Музей Ретротехники — открылся в 2020 году. Экспонатами стали ретро-автомобили и предметы старины, собранные якутскими коллекционерами[147]

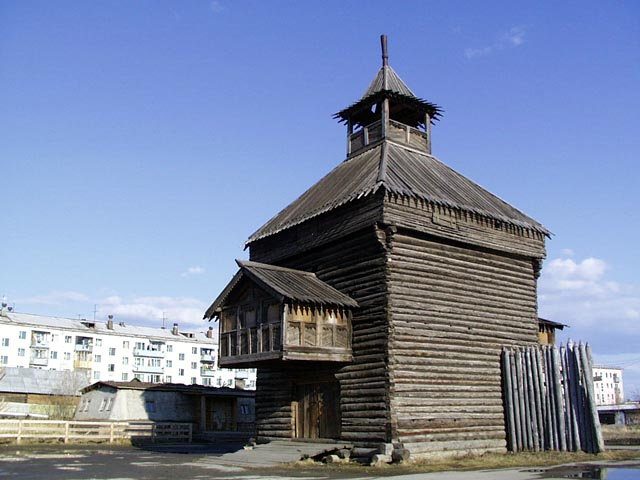
Башня Якутского острога, фото перенесённого оригинала на территорию Краеведческого музея. Утрачена в начале 2000-х годов.

- Озеро «Сайсары» — священное озеро народа саха. По преданию, именно на берегу этого озера поселился Эллэй Боотур — культурный герой якутов[148].
- Музей истории г. Якутска — открылся в 2021 году. Экспонаты дают представление о жизни горожан в XVII—XX веках[149].
- Памятник Матери — открыт в 2012 году. Открытие приурочено к 380-летию основания Якутска. Посвящён подвигу женщин в Великой Отечественной войне[150]
- «Памятник Петру Бекетову» — памятник стрелецкому сотнику и землепроходцу, основателю Якутска. Открыт в 2007 году[151].
- «Монумент в честь основания Якутска» — установлен в 2007 году. Посвящён основанию Якутска в 1632 году. Монумент — колонна высотой 33,4 метра[151].
- «Старый город» — историко-архитектурный комплекс, квартал в центре города, на территории которого сосредоточены постройки, воссоздающие внешний облик старого Якутска. Торговые ряды «Кружало», здание Русско-Азиатского банка, Градоякутская Преображенская церковь, башня острога, основанного Петром Бекетовым и др. Большинство деревянных построек комплекса — заново отстроенные копии полуразрушенных, сгоревших, либо демонтированных в предыдущие годы зданий. Башня острога — памятник русского деревянного оборонного зодчества, символ Якутска, долгое время находилась на территории Якутского краеведческого музея (ныне Объединённый музей истории и культуры народов Севера им. Е. М. Ярославского). В августе 2002 года башня сгорела в результате детской шалости. Около двух лет спустя башня была воссоздана по сохранившемся чертежам в микрорайоне «Старый город»[152].
- Также представляет интерес шахта Шергина — исследовательский колодец XIX века глубиной более 100 м[153].
- Мемориальный комплекс «Победа» — открыт в 1975 году в честь 30-летия Победы[154]
- Мемориальный комплекс «Солдат Туймаады» — открыт в 2015 году к 70-летию Победы. Комплекс посвящён солдатам и труженикам тыла в годы Великой Отечественной войны[155]
- «Проспект Ленина» — условно главная улица города Якутска, которая изначально называли Большой. После революции её переименовали в улицу Великой Февральской революции, в 1924 году — назвали улицей Великой Октябрьской революции, в 1934 году — улицей Октябрьской. Только в 1962 году улица обрела нынешнее название — проспект Ленина[156].
- «Площадь Ленина» — на этом месте до 1957 года располагался Гостиный двор. На площади установлены фонтаны, в зимний период заливаются горки и ледяные фигуры с подсветкой. По праздникам площадь принимает ярмарки, проходят и другие культурно-массовые мероприятия[157]. На ней же находится памятник Ленину.

## Города-побратимы
- Фэрбанкс, Аляска, США
- Кызыл, Республика Тыва, Россия
- Мураяма, Ямагата, Япония
- Чханвон, Кёнсан-Намдо, Республика Корея
- Хэйхэ, Хэйлунцзян, Китай
- Харбин, Хэйлунцзян, Китай
- Севастополь, Республика Крым, Россия
- Олимпия, Греция
- Йеллоунайф, Северо-Западные Территории, Канада
- Дармштадт, Гессен, Германия

С 2006 года является членом Евро-азиатского регионального отделения Всемирной организации «Объединённые города и местные власти» (ОГМВ).

### Генеральное консульство Российской Федерации
- Кыргызстан | Адрес: Республика Саха (Якутия), Якутск, улица Орджоникидзе, 20

## Почётные граждане города
Список
1913
- Иван Иванович Крафт — уроженец села Шушенское. Губернатор Якутской области и Енисейской губернии.

1924
- Иван Яковлевич Строд — известный российский военный деятель (герой Первой Мировой войны — полный Георгиевский кавалер и герой Гражданской войны — один из немногих в РСФСР в 1920-е, удостоенный трижды высшей военной награды ордена Боевого Красного Знамени); позднее стал известным советским писателем-мемуаристом, писавшем о Якутии. Имел персональное звание «Герой Якутска».

1969
- Роман Михайлович Дмитриев — уроженец Жиганского района. Борец вольного стиля. Чемпион Олимпийских игр 1972 года, серебряный призёр Олимпийских игр 1976 года, чемпион мира (1973).

1972
- Николай Егорович Мординов (Амма Аччыгыйа) — уроженец Ботурусского улуса, ныне Таттинский улус. Якутский писатель, народный писатель Якутской АССР.

1976
- Павел Павлович Пинигин — уроженец Чурапчинского района. Борец вольного стиля. Чемпион Олимпийских игр 1976 года, трёхкратный чемпион мира (1975, 1977, 1978).
- Николай Николаевич Чусовской — уроженец Нюрбинского улуса. Гвардии майор, командир стрелкового батальона. Герой Советского Союза. Оставил свой автограф на стенах поверженного рейхстага.

1977
- Олег Григорьевич Макаров — уроженец Калининской области. Советский и российский космонавт, дважды Герой Советского Союза.

1982
- Павел Иванович Мельников — уроженец Ленинграда. Геофизик, академик РАН, Герой Социалистического Труда. Первый директор Института мерзлотоведения, названного впоследствии его именем.
- Владимир Михайлович Новиков (Кюннюк Урастыров) — уроженец Ботурусского улуса, ныне Амгинский улус. Якутский поэт, народный поэт Якутской АССР.
- Александра Яковлевна Овчинникова — уроженка Нюрбинского улуса. Государственный и общественный деятель. Председатель Президиума Верховного Совета Якутской АССР, заместитель Председателя Президиума Верховного Совета РСФСР.
- Николай Васильевич Черский — уроженец Приморской области, ныне Приморский край. Геолог, академик РАН, Герой Социалистического Труда. Председатель президиума Якутского филиала СО АН СССР.

1992
- Василий Андреевич Протодьяконов (Кулантай) — уроженец Борогонского улуса, ныне Усть-Алданского улуса. Якутский писатель, драматург.

1996
- Дмитрий Кононович Сивцев (Суорун Омоллон) — уроженец Ботурусского улуса, ныне Таттинский улус. Якутский писатель, народный писатель Якутской АССР.

1997
- Михаил Ефимович Николаев — уроженец Орджоникидзевского района. Политический и общественный деятель, первый Президент Республики Саха (Якутия).
- Александр Николаевич Иванов — уроженец Сунтарского района. Борец вольного стиля. Серебряный призёр Олимпийских игр 1976. Чемпион СССР (1974, 1976).

2000
- Иван Иванович Подойницын — директор Государственного академического ордена «Знак Почёта» Русского драматического театра им. А. С. Пушкина.

2001
- Владимир Петрович Ларионов — уроженец Мегино-Кангаласского района. Механик, академик РАН. Директор Института физико-технических проблем Севера.

2002
- Марина Константиновна Попова (Эдьиий Марыына) — уроженка Мегино-Кангаласского район. Певица, народная артистка Якутии.

2006
- Вячеслав Анатольевич Штыров — уроженец Томпонского района. Политический и общественный деятель. Экс-президент Республики Саха (Якутия).
- Юрий Вадимович Заболев — уроженец г. Якутска. Политический и общественный деятель. Экс-мэр города Якутска Республики Саха (Якутия).

2007
- Александр Николаевич Щербаков (1956—2006)

2008
- Никита Гаврилович Соломонов (1929)

2009
- Станислав Викторович Поморцев (1929)

2010
- Зосима (Давыдов) (в миру Игорь Васильевич Давыдов; 12 сентября 1963, Красноярск — 9 мая 2010, Якутск)

2011
- Иван Егорович Алексеев — Хомус Уйбаан (1941)

2012
- Валерий Иосифович Иванов

2013
- Тарас Гаврилович Десяткин

2024
- Илья Вениаминович Якутов